# Tazumal
El sitio arqueológico Tazumal está ubicado en el municipio de Chalchuapa, departamento de Santa Ana, El Salvador a ochenta kilómetros al occidente de la capital. Se encuentra ubicado dentro del área arqueológica de Chalchuapa, cuya superficie aproximada es de 10 km² y donde también se localizan los sitios arqueológicos de Peñate, Casa Blanca, El Trapiche y Las Victorias.
Su nombre proviene de la finca en donde se encontraban las estructuras principales, cuando iniciaron las excavaciones (por Stanley Boggs) en la década de 1940s.
Consiste una serie de estructuras que fueron el escenario de un importante y sofisticado centro ceremonial que sería ampliado en diversas etapas a lo largo de su historia. Sería construido en el período clásico temprano (200 d. C. - 600 d. C.), y continuaría siendo ocupado en el clásico tardío (600 d. C. - 900 d. C.) y posclásico temprano (900 d. C. - 1200 d. C.); siendo un asentamiento de cultura maya en el clásico y nahua en el posclásico. Viéndose influenciado a lo largo de su historia por Copán y Teotihuacán (en el clásico), y por los toltecas (en el posclásico).
Sería declarado Monumento Histórico Nacional mediante Decreto Legislativo n.º 133, dado el 22 de mayo de 1947; y publicado en el Diario Oficial n.º 115, Tomo n.º 142, del 29 de mayo de 1947.

## Estructuras
El sitio llegó a tener en total 6 estructuras, cuya denominación arqueológica empieza con la expresión B1, y que tienen una alineación de este a oeste. De ellas solamente 4 se encuentran en el parque arqueológico (que son específicamente la B1-1, B1-2, B1-3 y B1-4). La estructura B1-5 se encontraba en el cementerio general de Chalchuapa, y la B1-6 (que era una edificación con forma redondeada) se ubicaba enfrente de la entrada del parque; ambas serían destruidas entre la década de 1940s y 1950s, la B1-5 por la extracción de material de construcción y nuevas tumbas en el cementerio, y la B1-6 por la construcción de una residencia.
La Estructura 1 (B1-1) fue construida en el período clásico temprano, llegando a su máxima extensión en el clásico tardío; mientras que la Estructura 2 (B1-2) data del período posclásico, así como las estructuras 3 y 4 (B1-3 y B1-4, que indican la existencia de un juego de pelota) y probablemente también las estructuras B1-5 y B1-6.

### Estructura 1 (B1-1)
El edificio principal, conocido como B1-1, consiste básicamente en una gran plataforma (un basamento semi-rectangular) y una pirámide (probablemente coronada por un templo); en las que se encuentran a su vez varias estructuras de etapas previas. Midiendo en total aproximadamente 24 metros de altura.
La gran plataforma mide 73 metros de norte a sur, 87 metros de este a oeste, y unos 7.50 metros de altura (que es donde inicia el primer cuerpo de la pirámide); este último dato varía en algunas áreas, en donde la altura se encuentra entre 4 o 6 metros. La pirámide mide en planta unos aproximadamente 33 x 45 m, y alcanza unos 16 m de altura. Fuera de ello, hay enterrados unos 1.60 m de altura de la gran plataforma bajo la terraza básica o basal, sobre la que se construyó la estructura B1-2.
Esta edificación es la más antigua de Tazumal, su proceso de construcción comenzaría a principios del período clásicotemprano (100 - 600 d. C.), y sus últimas modificaciones fueron al final del período clásico tardío (600 - 900 d. C.).
Su construcción es al estilo maya sudoriental y se hizo en principio principalmente de barro compactado, seguido de adobe y algunas piedras, lo que sería recubierto con un repello de argamasa (que sería más grueso en las estructuras tempranas). En las estructuras tardías, en cambio, se usarían más frecuentemente adobes y piedras (esto último especialmente en la paredes de los muros verticales). Más adelante, se utilizarían lajas, como principal material constructivo, en la pirámide; y luego toda la estructura sería cubierta y remidelada con piedras y tierra, en el posclásico temprano, cuando se construyó la B1-2.
Los ladrillos o bloques de adobe serían hechos a mano y colocados de forma esporádica en diferentes puntos, probablemente para rellenar la tierra y servir de señalización de los límites de las construcciones; los más grandes medirían en promedio 0.37 x 0.37 x 1.52 metros, y los más pequeños 2.44 x 2.74 x 1.52 m.
El uso de barro como principal material constructivo era común en los sitios mayas sudorientales, y ya venía siendo ocupado en Chalchuapa desde los sitios del preclásico como El Trapiche y Casa Blanca; que se veían influenciados, en el preclásico tardío, por Kaminaljuyú, papel que en el clásico pasaría a Copán. Eso junto con las características tanto de la arquitectura, cerámica, figurillas, y monumentos que ya se encuentran en el preclásico tardío en El Trapiche y Casa Blanca, y que prosiguen y se desarrollan en Tazumal (precisamente en esta estructura) para el período clásico, muestran que para ese momento Chalchuapa estaba inmersa en la cultura maya y que por lo tanto esta edificación (en sus diferentes etapas en el clásico) estaría dedicada a la adoración de las deidades mayas como Itzamnaaj, Kinich Ahau, Chaac, Jun Ixiim (el dios maya del maíz), entre otros.
En frente de la estructura fue encontrado el monumento 21 de Chalchuapa, la estela de Tazumal (llamado erróneamente como virgen del Tazumal), que fue encontrada por Santiago I. Barberena en 1892; que mide 2.65 m de altura y 1.16 de ancho; y que representaría a un gobernante de Chalchuapa del clásico tardío, ataviado con ricos atuendos, que tiene una brazo estirado y otro flexionado (en el que porta un bastón o cetro, probablemente un atlatl o lanzadardos) y en la cabeza tiene un tocado con la cara de Tlaloc (deidad originaria del centro de México y muy venerada, en el período clásico, en Teotihuacán, cuya influencia se extendió a toda el área maya a partir del siglo IV d. C.).
Otro monumento que procede del área de la estructura, pero que se desconoce su ubicación exacta es el llamado monumento 26 de Chalchuapa, una pequeña cabeza zoomórfica (con un casco o tocado) en forma de hacha con una ranura que separa la cabeza del filo del hacha.
En las excavaciones, llevadas a cabo de 1942 a 1952, Stanley Boggs descubriría en la estructura unas 22 tumbas, muchas de las cuales contenían múltiples enterramientos; que datarían en su totalidad del período clásico. En esas tumbas se encontraron varias ofrendas funerarias que incluyen casi 400 vasijas de barro, además de orejeras, pendientes, collares, espejos, anillos, hachas de jadeíta, yugos, pirita labrada, perlas y otros utensilios.

#### Características de la gran plataforma
La gran plataforma surgió de la unión y modificación de varias estructuras precedentes, lo que hace que su plano arquitectónico sea complejo. Cuenta con muros escalonados o terraceados en los que se ubican diversos rasgos arquitectónicos; y tiene escalinatas de acceso en los lados oeste, norte y probablemente los restos de una en el lado este.
En los lados oeste y norte tienen muros escalonados en el interior de la estructura (en el lado norte) y cerca de la esquina noroeste (en el lado oeste), parcialmente escalonados cerca de la esquina noreste, y parcialmente o meramente terraceados en lo que resta de ambos lados; asimismo, en el lado norte hay una cornisa cerca de la esquina noreste. Mientras que los lados este y sur tienen dos terrazas bajas con paredes verticales.
En el lado norte de la gran plataforma se encuentran tres pequeñas plataformas conocidas como 1a, 1b y 1c; y un desagüe al oeste y bajo la 1a. Mientras que en el lado oeste hay una estructura de columnas, que es conocida como edificio de columnas y nombrada como 1d. Finalmente hay una escalinata, que sube desde el lado norte, que comunica ambos lados.
En los lados sur y este hay un espacio abierto; siendo el lado lado sur probablemente ocupado como juego de pelota. Mientras que en el lado este, hay una estructura baja (pegada a la gran pirámide) que mide unos 4 x 3 metros de planta; y una ventana arqueológica. La entrada a este espacio desde la cima de la gran plataforma estaría en el lado norte, cerca de la esquina noreste.

##### Ventana arqueológica
Es una trinchera abierta y techada que fue excavada por Stanley Boggs, en la década de 1940s, en la parte norte del lado este de la gran plataforma; y que muestra el agrandamiento de la gran plataforma en el período clásico. En ella se observan precisamente dos ampliaciones de la gran plataforma hacia este lado, que son designadas desde la más antigua como: plataforma 3, y plataforma 2.
La plataforma 3 está ubicada al lado poniente de la ventana, y consiste de un talud y dos escalinatas (una que parte desde la plataforma en dirección de oeste y este; y otra, ubicada al sur de la base de la anterior, y con dirección norte a sur). El talud de esa plataforma sería restaurado con cemento por Boggs.
La Plataforma 2 se encuentra en medio de la trinchera y consiste en dos etapas, que están constituidas ambas de 2 taludes, y que son designados desde las más antigua como 2a y 2b. La plataforma 2a cuenta con un andador o pasillo, y una escalinata; mientras que las 2b es un agrandamiento de la anterior que cubre parte de la escalinata. En frente de la plataforma 2, en la esquina sureste, se observan 2 pisos, uno frente al talud inferior de la etapa 2b, y el otro encima de ese mismo talud.

##### Plataformas del lado norte
Como se dijo anteriormente, en este lado se ubican tres estructuras, denominadas 1a, 1b y 1c; las primeras dos se encuentran formando un patio, mientras que 1c se encuentra atrás de la 1b.

###### Estructuras 1a y 1c
La estructura 1a es una plataforma baja con talud y una escalinata en el lado sur, que mide 6.40 m de norte a sur y 8.40 m de este a oeste; al oeste y bajo ella hay un desagüe del clásico temprano, y encima los restos de un muro escalonado de roca que cubriría esta y las demás plataforma en el posclásico temprano. En cambio, de 1c solo se observan los cimientos de los que serían los muros (sin señas de alguna escalinata), es un poco más larga y unos centímetros más ancha que 1b, y su entrada estaría en el lado este (donde tiene lo que sería la base de una columna inmediatamente al sur de la entrada).
La primera de las 22 tumbas encontradas por Boggs fue hallada en la estructura 1c, y contaba con 4 entierros, más de 80 adornos de jade, 2 espejos de pirita, y 20 ejemplares de alfarería (entre las que había 7 vasijas de cerámica Copador, por lo que dicha tumba dataría del clásico tardío); según Boggs, esta tumba se encontraba dentro de una etapa previa de esta estructura, siendo una ofrenda a la construcción de la etapa siguiente (que cubriría la anterior).

###### Estructura 1b
La estructura 1b es una plataforma baja rectangular con muro vertical, moldura (según las partes restauradas) y una escalinata en el lado oeste, que mide 6.40 m de este a oeste y 9.90 m de norte a sur.
Esta plataforma sería la más antigua de las tres, en la que se hallaron varios pisos de etapas previas tanto antes como después de la erupción TBJ de la caldera del lago de Ilopango (erupción fechada en algún momento de los siglos IV, V, o VI). En total el equipo de la Universidad de Nagoya (entre el 2006 y 2007) encontró unos 2 pisos bajo la ceniza del Ilopango y 3 encima (que serían 4, si contamos la última etapa, que sería restaurada con cemento en lo años 1940s).
En la década de 1940s, Stanley Boggs encontraría varias tumbas asociadas a la estructura, en su mayoría del clásico tardío (que cortarían los diferentes pisos superpuestos y la ceniza del hoy lago de Ilopango, para ubicar dichos enterramientos); por lo que llegaría a la conclusión de que esta edificación tenía una significación especial (posiblemente de carácter religioso) que persistiría a través del tiempo.
De las tumbas halladas por Boggs, solamente existe una buena descripción de las tumbas 2, 3, y 4; en las que en total se hallaron 12 entierros, 116 vasijas de cerámica, 600 adornos de jadeíta, 3 adornos metálicos (con forma de un pequeño tubo, cabeza rota de algún animal, y el cuerpo entero de otro animal; hechos de cobre con un pequeño porcentaje de oro), diversas piedras labradas, algunos moldes antiguos de pintura, y fragmentos de textiles; ubicándose las tres tumbas en el área de la escalinata y datando del clásico tardío (para su realización se cortó 4 pisos y la capa de ceniza del Ilopango); de los restos óseos, el único bien conservado era el del entierro A de la tumba 2, que era un hombre de mediana edad con cabeza aplanada frontalmente, que estaba sentado al fondo de una gran urna (hoy exhibida en el Museo Nacional de Antropología Dr. David J. Guzmán) muy profunda cubierta con una gran olla, y que probablemente era una persona importante.
En el entierro G de la tumba 2 se encontró un frasco con forma de disco o de cantimplora (cuya numeración en el museo nacional de antropología es A1-2900), que mide 7.2 cm de alto, con un cuello de 2.9 cm, un máximo de ancho de 6.5 cm y un mínimo de profundidad de 3.1 cm; que pertenece al tipo Madrugada modelado-tallado del grupo cerámico Surlo de Copán; y que tiene en su parte frontal una serie de glifos dispuestos en forma circular, donde se repite cuatro veces la fórmula glifica chehaka ch'oko (que significaría: Chehak el joven); esta secuencia nominal-titular también se ha encontrado en otros siete frascos de los que se desconoce su proveniencia y en un frasco procedente de El Cafetal, Honduras.

##### Edificio de columnas (1d)
La estructura 1d o edificio de columnas es una de las edificaciónes más antiguas del sitio; cuenta con un total de 7 etapas de construcción, de las que 2 serían de antes de la erupción del actual lago de Ilopango, y 4 posteriores a dicho evento; y por lo tanto dataría del clásico temprano. Siendo la estructura visible construida inmediatamente después de la erupción antes dicha (por lo que es la tercera etapa de la edificación). Esta construcción haría de antesala al templo principal sepultado que estaría ubicado al este de esta estructura (cubierto posteriormente por la esquina noroeste de la pirámide).
Consiste en un basamento o plataforma que cuenta con dos cuerpos de talud y una escalinata (con alfardas en el lado oeste). Sobre la que se ubica un edificio que constaba de dos cuartos, un área central y 10 columnas cuadradas (2 en el área central, y 4 al frente de cada habitación), su entrada se encontraba en el lado oeste (en el área central) y la salida en el este.
El basamento tenía un tamaño de 27 m de largo, 7 m de ancho y 3.43 de altura; midiendo el primer cuerpo 2.25 m de altura con una inclinación en el talud de 54 grados, y el segundo cuerpo tiene 1.18 m de altura con un talud 65° de inclinación; la escalinata mide 7.10 m de ancho; y las columnas del edificio miden 1.90 m de altura y 0.90 m de ancho.
De los dos cuartos, solamente el cuarto norte y el área central se excavó completamente, mientras que el cuarto sur está en su mayoría cubierto por los pisos de las etapas posteriores y de la gran plataforma sobre la que se construyó la pirámide.
Según los escritos de Boggs, el edificio estaría pintado de blanco y una de las columnas tenía una decoración que consistía en dos figuras (distribuidas verticalmente): la figura superior sería de una persona, probablemente un sacerdote con penacho, que parecía estar conectada con lo que podría ser una máscara o un glifo; y la inferior sería probablemente de un ave, posiblemente con cabeza humana.
En la base de la estructura (a unos metros al norte de la escalinata), Boggs hallaría la tumba 14, que fue hecha antes de construir la etapa que cubriría la edificación visible; y que estaba conformada por 5 entierros (que serían el principal, que estaría ubicado en el centro; y los entierros acompañantes A, B, C y D). En ella se encontrarían un total 46 piezas arqueológicas (42 piezas de cerámica, y 4 artefactos de piedra); entre ellos 4 artefactos asociados con Teotihuacán, que son precisamente: dos candeleros (uno de forma rectangular, con tres recámaras en su parte superior y decoración en forma de grecas en dos de sus lados; y el otro en forma de rana con una recámara en la parte superior), un incensario de piedra (con una recámara en la parte superior con restos de carbón y ceniza) que estaba tallado en sus cuatro lados (siendo la representación tallada, al frente y a los costados, la figura de Huehueteotl (deidad del fuego originaria del centro de México) sosteniendo la parte superior o brasero sobre la espalda; y la de atrás sería un dibujo de una llama de fuego); y un incensario de cerámica, que tiene una mezcla de rasgos teotihuacanos y mayas, que tenía al frente un rostro (con tocado, orejeras, collar, la boca entreabierta y tapada, y dos esferas o nariguera en la nariz; que probablemente representa a la deidad maya solar Kinich Ahau) sobre una estrella de cinco puntas (similar a las halladas en Teotihuacán).
En las investigaciones llevadas a cabo por el equipo de la Universidad de Nagoya, entre el 2004 y el 2012, se encontró una escalinata con dirección norte-sur (que sería hecha en la cuarta etapa de la edificación, que cubrió las estructuras visibles); así como las escalinatas y estructuras de las diferentes etapas del templo principal sepultado. Asimismo, se encontraron dos entierros que fueron denominados como entierro 0 y entierro 1, ambos con los huesos cubiertos respectivamente con un petate; el primero de los cuales fue hecho en la primera etapa de la edificación (antes de edificar la segunda etapa), y el segundo estaría ubicado en el templo principal sepultado (en la etapa que se conectaba con las estructuras visibles); en el caso del entierro 1 se encontraba en posición de sentado (posiblemente con las piernas cruzadas) y sus huesos estaban pintados de rojo (por lo que fue tratado de manera cuidadosa), y tendría entre 25 - 35 años; y en el caso del entierro 0 se pudo determinar que era un hombre adulto de entre 30 - 40 años, para enterrarlo no se excavó un pozo sino que se cortó una parte del cuerpo de la estructura para hacer un espacio y se dispusieron adobes para colocarlo (por lo que el entierro y sus ceremonias tuvieron una vista abierta), además que estaba acompañado de un cánido (probablemente un perro), y los huesos de la persona estaban dispuestos colocando los huesos largos como un todo y encima de ellos el cráneo (lo que indica que era un entierro secundario).

#### Características de la pirámide
La pirámide consiste en dos basamentos o plataformas con su respectiva escalinata al lado oeste; cada basamento consta de cuerpos rectangulares con muros verticales. El basamento inferior tiene 3 cuerpos (y una escalinata con alfardas), y el superior 6. En la cima del basamento inferior y al oeste del superior, se encuentra un oratorio conocido como 1e.
Cuando Boggs excavó la pirámide, la cima de la edificación estaba seriamente dañada; sin embargo, lograría encontrar en las laderas algunas piedras de construcción cuadradas y lo que podría ser un desagüe, lo que indicaría la existencia de un templo en la cima.
En 1942, Boggs hallaría 4 entierros en los alrededores de la estructura; todos ellos eran enterramientos posconstrucción; sólo en el caso del entierro 2 (encontrado en la parte de la gran plataforma que está aledaña a la pirámide (por el lado oeste), un poco al norte de los peldaños de la escalinata del basamento inferior; que era de un niño de cerca de unos 8 años) tuvo algún esfuerzo especial por proteger los restos; y únicamente en el entierro 1 (encontrado en el lado este de esta edificación) se encontraron piezas de cerámica, que parecen corresponder al clásico tardío.

##### Oratorio (1e)
El oratorio (1e) consiste en una plataforma baja rectangular de dos cuerpos con muro vertical y moldura, una escalinata con alfardas al lado oeste, y una superestructura. El primer cuerpo mide 6.40 m de norte a sur y 3.40 m de este a oeste; y el segundo mide 5.40 m de norte a sur y 3.40 m de este a oeste. La superestructura tiene una planta de forma rectangular y cuenta con tres paredes (al norte, sur y este), una entrada (al oeste), y un techo (que fue restaurado en la década de 1940s).
Ciertas partes de las paredes del norte, sur y este estaban conservadas al momento del descubrimiento del sitio; las paredes del norte y el sur llevaban molduras; y en el lado este de la parte superior se conservaba una cornisa con decoración del resto de la moldura.
En 1952 Boggs hallaría, bajo las escalinatas, la tumba 20, que se encontraba localizado en una etapa anterior de esta estructura. Esta tumba dataría del clásico tardío; y consistiría en los restos de una persona adulta, en posición flexionada, ubicado sobre una banca con el cuerpo orientado al este, y que estaba acompañado por varias piezas de jade, un espejo de pirita y un frasco.
El frasco recuperado de la tumba 20 (cuya numeración en el museo nacional de antropología es A1-2798), es uno de los objetos que muestran la relación e influencia de Copán en la población y el sitio, específicamente en tiempos del gobernante K’ahk’ Uti’ Witz’ K’awiil (gobernante 12 de Copán, también conocido como Chan Imix Kʼawiil o Humo Jaguar, quien gobernó del 8 de febrero del 628 d. C. al 18 de junio del 695 d. C.) quién es mencionado en esta pieza. Este frasco forma parte del subgrupo denominado frascos arquitectónicos (que pertenecen al tipo Madrugada modelado-tallado del grupo cerámico Surlo de Copán); es rectangular, de pigmento rojo; y mide 12.5 cm de alto, 6 cm de ancho y 4.9 cm de largo, y su parte superior tiene un cuello con una abertura de 3.5 cm de diámetro. Tiene 4 paneles (uno en cada lado), 2 lados (los paneles más anchos) tienen figuras y los otros 2 tienen ambos las mismas dos columnas de texto; en el primer panel con figuras aparece el dios D o Itzamnaaj que recibe tributos (en la forma de un quetzal) de un enano, en el otro lado con figuras muestra a un joven señor o gobernante (que viste un tocado de cabeza de venado) blandiendo un objeto desconocido en su levantada mano derecha mientras que abajo a la izquierda está sentado un roedor antropomórfico de orejas cortas. El texto en maya y español dice: 

Maya clásico: t’ab[ayi] (u)sakta… k’ahk’ [u]ti’ witz’ k’awiil, k’uh[ul] …
ajaw ?nojol ?[y]ook’in
Español: El hecho a mano ? vaso de K’ahk’ Uti’ Witz’ K’awiil, señor divino de Copán, ? yook'in del sur, fue dedicado

#### Proceso de construcción

##### Clásico temprano

Fases culturales del actual territorio salvadoreño en el período Clásico Tardío. En verde Chalchuapa y demás sitios de la fase Payu, todos ellos conectados con la cultura maya.

Primeramente, a inicios del clásico temprano (200 d. C. - 600 d. C.), se construirían cuatro plataformas o basamentos hacia cada punto cardinal (oeste, norte, este y sur). Todas ellas tendrían una alineación de este a oeste, siendo una característica diferente a las estructuras anteriores de El Trapiche y Casa Blanca (que estaban alineadas de norte a sur).
En el basamento oeste es donde se encontrarían la primera y segunda etapa del edificio de columnas o 1d, que probablemente sería la estructura principal en ese momento, no habiendo suficiente datos para saber sus detalles arquitectónicos.
En el basamento norte es donde se encontrarían las etapas más antiguas de la estructura 1b; llegaría a medir unos 30 metros de ancho, y su esquina noreste se ubicaría donde estaría más adelante la mitad de la estructura 1c.
El basamento sur estaría en la actualidad cubierto por la pirámide, estando su esquina sureste cerca de la esquina de la pirámide (alineado rectamente con la esquina noreste del basamento norte).
El basamento este se encontraría cubierto por el área abierta de la gran plataforma (estando su límite oriental por la zona de la plataforma 3 de la ventana arqueológica); en esa zona, a unos pocos metros al sur del límite poniente de la ventana arqueológica, el equipo de la Universidad de Nagoya encontraría, a una altura de 3.90 m, un piso de talpetate y barro (siendo el primero un material diferente y no utilizado en las otras estructuras) que podría ser de una edificación anterior a las demás (quizás del preclásico tardío).
Las estructuras del sitio serían cubiertas por la ceniza del actual Lago de Ilopango (llamada tierra blanca joven) cuyas capas depositadas consisten en: una capa primaria (sin tocar), y otra secundaria (cuya coloración muestra que fue removida y mezclada con otros elementos poco después de la erupción); lo que muestra que a pesar de verse afectada (sobre todo en las actividades agrícolas) Chalchuapa no fue abandonada y su reconstrucción inició poco después de la erupción.

###### B1-1d-III

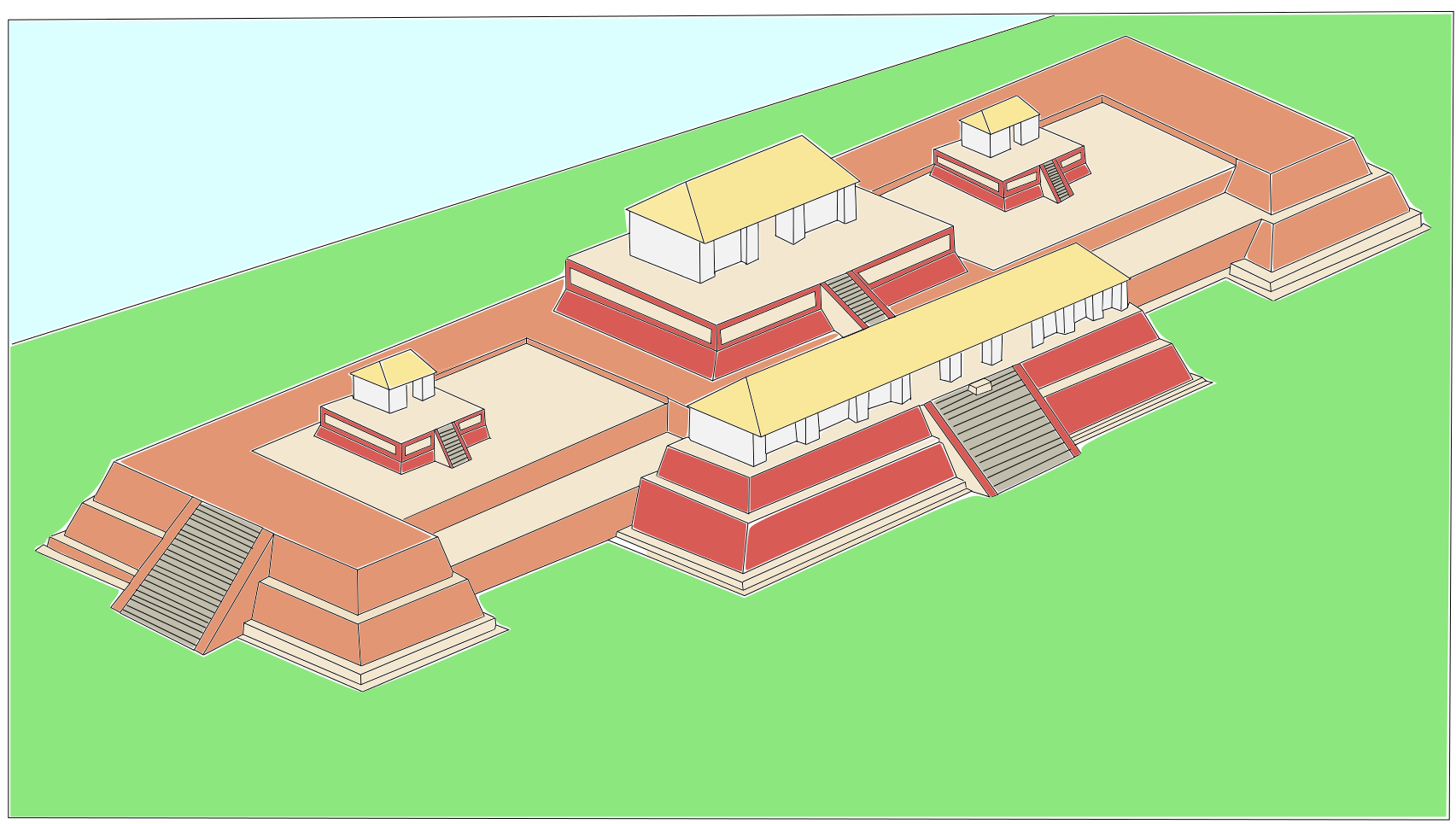
Tazumal en la etapa B1-1D-III en el período clásico temprano

Encima de la ceniza se construiría la fase 3 del edificio de columnas (que es la que se observa actualidad). A partir de esta fase, se rellenaría el espacio entre los basamentos creando la Gran Plataforma.
Las investigaciones en la zona del basamento norte mostraron que el muro este de dicho basamento continúa hacia el sur, hacia la zona donde más tarde se construiría la pirámide; por lo que se considera que el basamento o estructura que estuviese en el lado este habría sido destruida en su mayor parte, y que la gran plataforma sería conformada únicamente por los basamentos norte y sur; que en esta etapa serían unidos con adosamiento al basamento oeste, formando una estructura en forma de T.
Sobre la gran plataforma se construiría un templo atrás del basamento oeste (que es denominado templo principal sepultado), convirtiéndose dicho basamento en la fachada y el lado por donde ingresar al templo. Este estaría encima de un plataforma rectangular compuesto de un talud y muro con cornisa, una banqueta (donde se encontró el entierro 1) y una escalinata de unas seis gradas con alfardas. A ambos lados del templo principal se extenderían plazas, en las que estarían construidas plataformas con un talud y muro vertical con cornisa.
Los ladrillos de adobe utilizados en esta etapa tendrían un grosor que iría desde 100 milímetros a poco más de 150 mm, y un largo o ancho de entre aproximadamente 170 mm a casi 600 mm.

###### B1-1d-IV, V, VI y VII

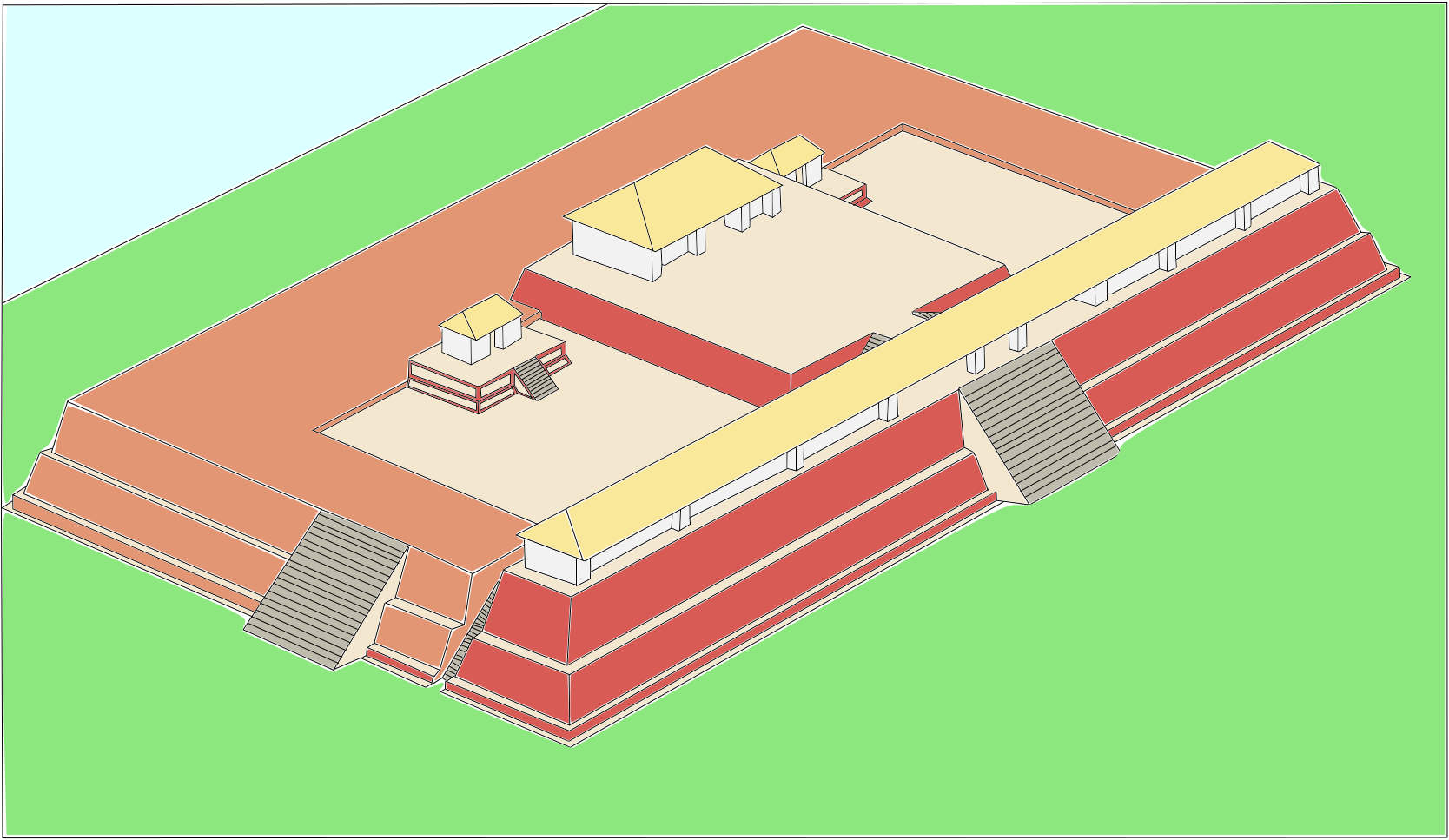
Tazumal en la etapa B1-1d-IV

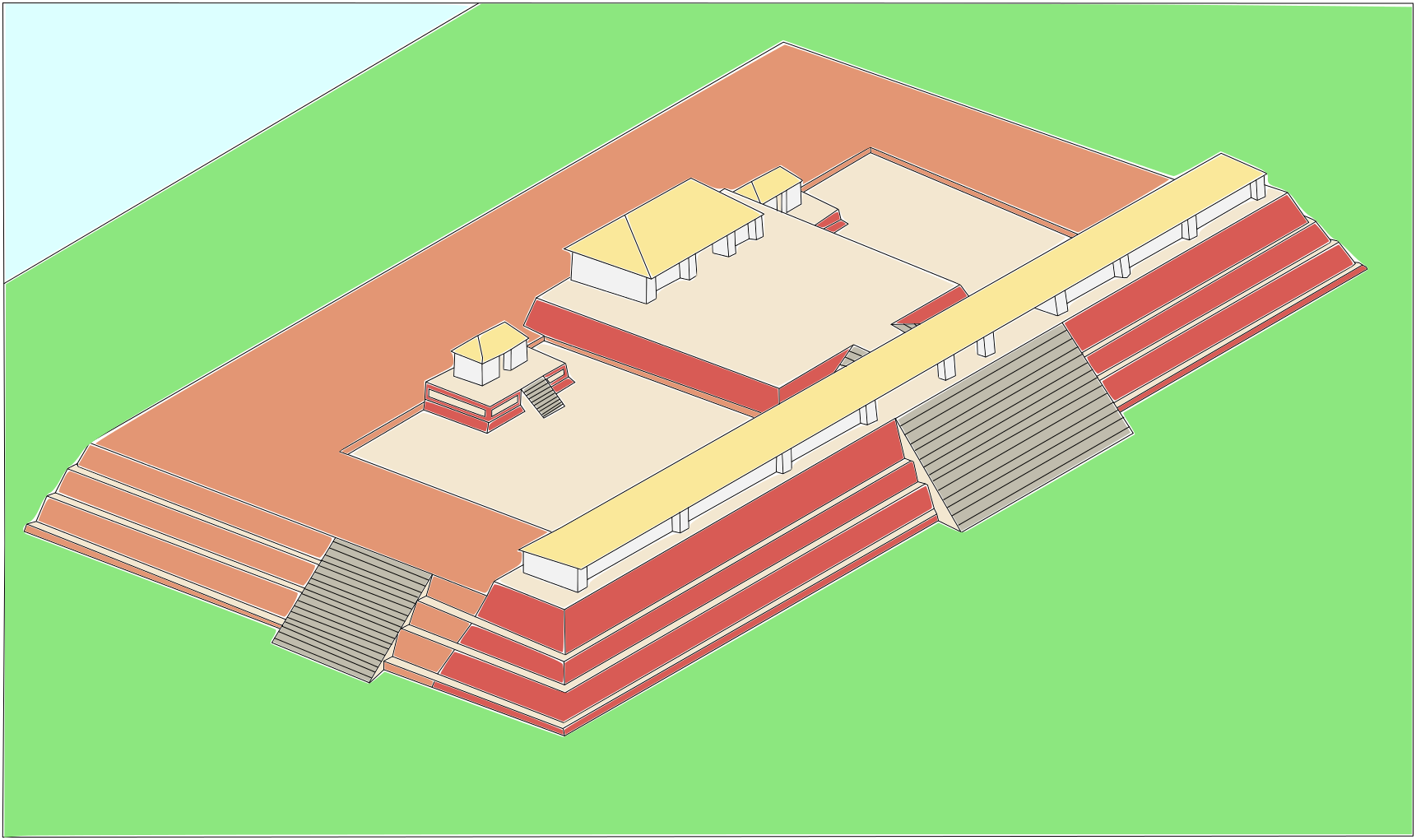
Tazumal en la etapa B1-1d-VII, a finales del período clásico temprano

La fase 4 del edificio de columnas conservaría el mismo estilo arquitectónico de la fase anterior (tanto en el basamento como en el edificio); ocuparía el primer talud de la fase anterior, mientras que el segundo alcanzaría el nivel de las columnas de la anterior fase; a diferencia de la anterior, el basamento sería 2.5 más grande; por lo que podría estar conectado directamente con el piso del templo principal. En esta fase, el basamento oeste quedaría completamente incluido en la gran plataforma; y esta también se extendería hacia el este, siendo su límite la plataforma 3 de la ventana arqueológica.
En la fase 5 del edificio de columnas, la gran plataforma consistiría en un basamento de tres cuerpos de talud (que cubría completamente la estructura de la etapa anterior); siendo el edificio de columnas 2.6 más grande que el de la fase 3. Las fases 6 y 7 usarían el mismo basamento y edificio de columnas de la fase 5 con la diferencia de que la escalinata oeste se haría más grande en cada fase. La última fase (la fase 7) dataría de fines del período clásico temprano. En el tiempo de estas tres fases, la gran plataforma también se extendería hacia el este, llegando hasta la plataforma 2 de la ventana arqueológica. A estas fases les correspondería las últimas etapas del templo principal.
El templo principal, a partir de la fase 4 del edificio de columnas, estaría sobre una plataforma que se extendería hacia el este; y contaría con cuatro fases arquitectónicas, todas ellas hechas de barro. La grada o banqueta más baja de la fase 1 se encontraba a una altura de 4.70 m, tanto de esta fase como de la siguiente (fase 2, que cubrió por completo a la anterior) se desconocen sus datos arquitectónicos; en la fase 3 su arranque o comienzo del muro se encontraba a los 4.28 m de altura, y contaba con una banqueta, una columna, y 5 gradas; la fase 4 cubriría la anterior y tendría la misma forma que la estructura anterior, el arranque del muro estaría a una altura de 5.10 m, contaba con 6 gradas y con un adosamiento de gradas con dirección sur-norte (debido a que la grada más baja parece haber sido enterrada en su mayor parte, es probable que esta fase contase con dos etapas); finalmente, la fase 5 cubriría la anterior con adobe, piedras y fragmentos de repello, y contaría con tres gradas con dirección sur-norte que aprovecharon el muro de la fase anterior.
El tamaño de los ladrillos de adobe ulizados en la fase 4 del edificio de columnas y la gran plataforma, tendrían un grosor que iría de poco más de 50 mm hasta aproximadamente 220 mm; y su largo o ancho iría de aproximadamente 20 mm hasta casi 550 mm. Mientras que para la fase 7, el grosor iría desde aproximadamente 70 mm hasta aproximadamente 280 mm; y el largo o ancho estaría entre aproximadamente 10 mm y aproximadamente 540 mm.

##### Clásico tardío

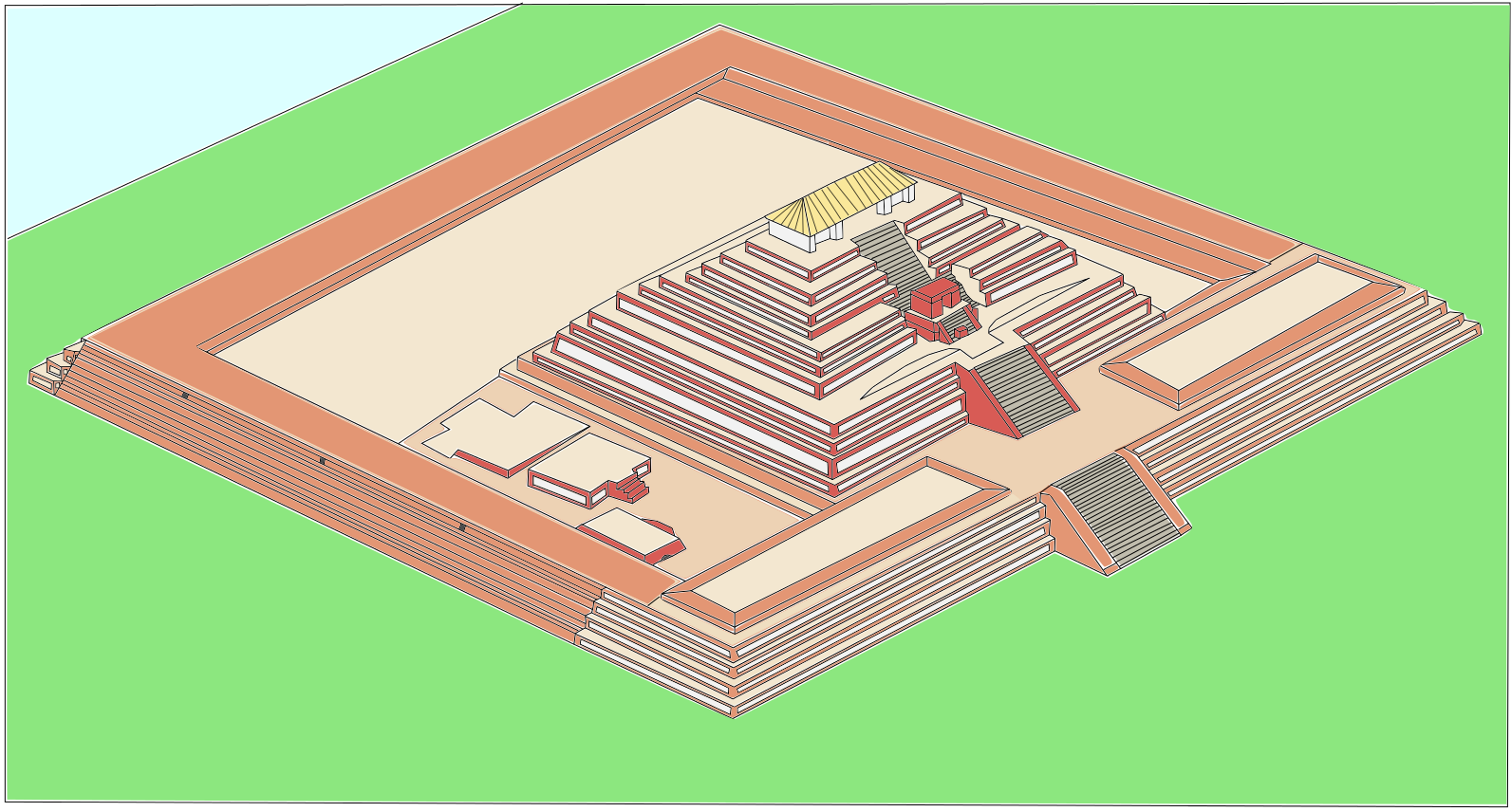
La estructura B1-1 de Tazumal en el período clásico tardío

A principios del período clásico tardío (600 - 900 d. C.), la gran plataforma fue ampliada, alcanzando los límites este y sur de la estructura visible superficialmente; inaugurando el juego de pelota (en el lado sur) y el espacio o plaza abierta en el lado este. En este momento, la gran plataforma cubriría completamente la estructura 1d; quedando en el centro del lado oeste una escalinata con alfardas que tendría dos fases de construcción (teniendo la primera de ellas doble repello) y una inclinación de 25 grados, midiendo sus escalones unos 16 m de norte a sur, sus alfardas 1.6 m de ancho, y que alcanzaría una altura de 6.74 m.
Encima de la gran plataforma se construirían: las estructuras 1a, 1c, y las etapas finales de 1b, en el lado norte (estas edificaciones serían luego totalmente cubiertas, probablemente en el posclásico temprano, como lo evidencia la parte de muro que hay encima de la 1a); posiblemente la estructura baja, en el espacio o plaza abierta del lado este; y la pirámide, que cubriría completamente el templo principal sepultado.
La pirámide contaría con un eje distinto al del templo principal; y tendría tres etapas o fases arquitectónicas. Siendo su primera fase la única del clásico tardío, y en la que contaría con piedra laja como material constructivo principal; teniendo su arranque o comienzo a una altura de 5.50 m; la estructura 1e dataría de ese periodo y sería cubierta por las siguientes fases de la pirámide. El que el eje de construcción y el principal material de construcción fuese distinto al de las estructuras precedentes, podría indicar un cambio en el grupo dirigente.
En el juego de pelota, el equipo de la Universidad de Nagoya hallaría una ofrenda; que consistía en un vaso cilíndrico cubierto por un cuenco polícromo (que representaría un jaguar estilizado), que se encontraban situados bajo una laja. Dicha ofrenda sería colocada al momento que inició la construcción de la pirámide; siendo datada, por el análisis de radiocarbono, en un punto entre el 547 y 637 d. C. (con una desviación estándar de 2 sigmas). El vaso contenía en su interior 2 plaquetas de jade, 50 fragmentos pequeños de jade, varios huesos de unas 15 aves (de faisán, diferentes especies de codornices, pavo, lechuza enana, dos especies de martín pescador, pájaro carpintero, tirano y cardenal), un fragmento de concha, un pedazo de caracol, y una cantidad de mica y de pigmento rojo. La decoración del vaso mostraba una escena que estaba dividida por dos franjas horizontales (superior e inferior) y dos franjas verticales, delimitando dos paneles que mostraban a dos personajes con tocados (que era más decorado en el personaje del lado derecho) que además presentaban deformación craneal, se vestían con taparrabos y colocaban un recipiente al frente de su pecho para autosacrificio; mientras que en las franjas horizontales y verticales mostraban la repetición de una cara humana con dos puntos en su parte posterior y una decoración en forma de peine al frente.

##### Posclásico
A principios del posclásico temprano (900 d. C. - 1200 d. C.), se enterró 1.6 metros de la gran plataforma (para construir la terraza básica o basal sobre la que se construyó la estructura B1-2); y tanto ella como la pirámide serían cubiertas y remodeladas con piedras volcánicas y cantos rodados, correspondiendo esto a las fases 2 y 3 de la pirámide (siendo esta última la última etapa de la pirámide, y de la estructura en general, antes de la restauración de los años 1940s y 1950s).
Posteriormente, y según menciona Boggs, en algún momento después de acabada las fases de construcción se colocarían unas pequeñas hornillas o fogones (pequeñas áreas rodeadas de piedra que contenían carbón) en el lado oeste; de las que él hallaría específicamente dos que estaban encima de un muro destruido de ese lado. Asimismo, es probable que algunos de los entierros encontrados por Boggs en la pirámide fuese ubicado después del abandono del sitio, en el posclásico tardío (1200 d. C. - 1524 d. C.).

### Estructura 2 (B1-2)

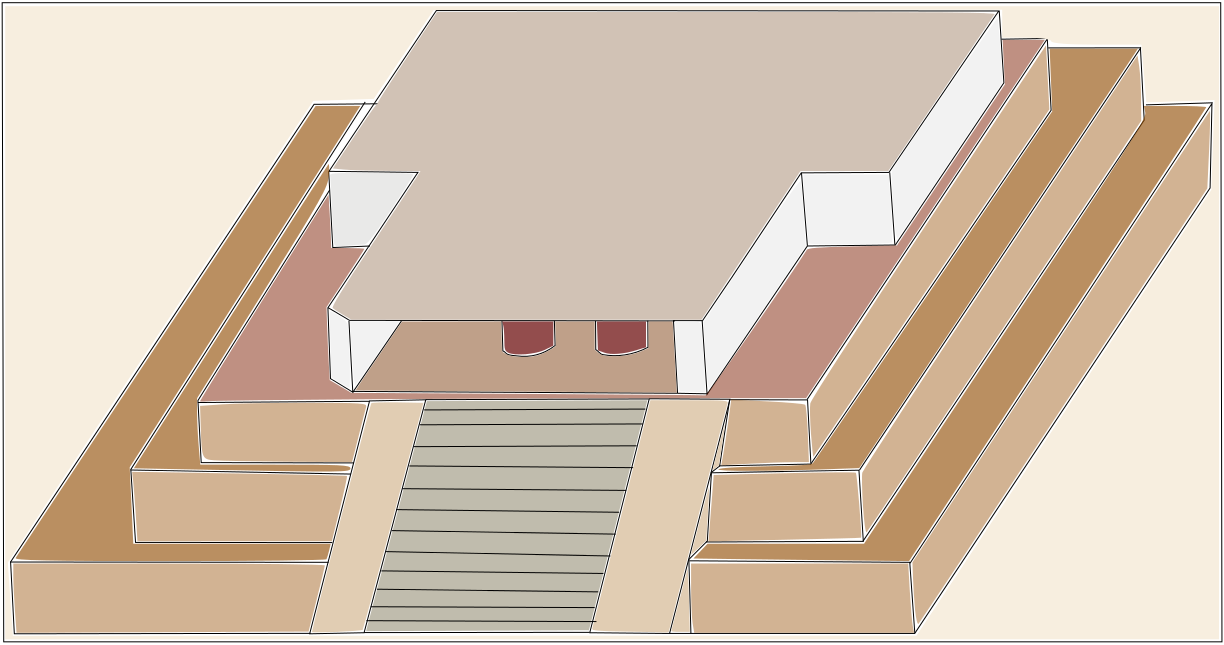
Estructura B1-2 en la fase 3B

La estructura 2, también conocida como B1-2, es un basamento piramidal que se localiza al suroeste de la estructura 1, encima de una plataforma baja llamada terraza básica o terraza basal; y que tiene un volumen mucho más pequeño que la anterior estructura. Su planta mide unos 25 x 25 m; y tiene una altura de 6.80 metros.
Esta estructura fue edificada en el posclásico temprano y tuvo en total seis fases o etapas constructivas (algunas de las cuales tenían agrandamiento), siendo la última la reconstrucción hecha con cemento entre los años 1940s y 1950s. Su arquitectura era similar a los basamentos piramidales de Tula, capital de la cultura Tolteca; por ello y por los demás descubrimientos en el sitio y la población de Chalchuapa (en cerámica, figurillas, monumentos), fechados para ese período, se puede decir con certeza de que su funcionalidad religiosas estaba dedicada a la adoración de las deidades nahuas (como Quetzalcoatl, Tlaloc, Xipe Totec, etc).
El núcleo de la estructura fue elaborado con rocas colocadas en tierra; mientras que los muros de las terrazas o cuerpos de la edificación fueron formados por piedras (de basalto o piedras volcánicas) talladas toscamente cubiertas con rocas pequeñas o fragmentos de piedras volcánicas crudamente acabadas (que estaban colocadas como mortero). Únicamente los taludes de las últimas fases tenían repello, siendo este de pequeñas piedras pómez rojas combinado con una ligera capa de estuco.
Cada cuerpo, de las diferentes etapas prehispánicas, de la estructura se comunicaba mediante pasillos, que eran limitados por un borde de lajas alineadas y que tenían un piso encima; de esos pasillos, algunos en la actualidad se observan con sus pisos, otros únicamente empedrados, y otros en mal estado de conservación. Todos los pisos de la edificación tenían un grosor que iba de 5 cm a 10 cm, y contaban con tres capas básicas: la capa más profunda hecha de piedra pómez roja, la intermedia de arena amarilla, y la superior de tierra compactada; y algunos pisos (en la base o cima de la estructura) fueron hechos con lajas. Por otro lado, algunos cuerpos de la edificación (de las fases 1 a 4) contaban, como elementos decorativos, con piedras salientes (que en su mayoría contenían espigas burdas).
Según el dibujo del perfil del lado norte y esquina noreste de la estructura publicado por John Longyear en 1944, se sabe que la estructura (antes de su restauración con cemento) consistía en ese lado de 3 cuerpos (al que habría que agregar uno más, arriba de esos, que estaba en escombros debido al deterioro): siendo el primero un talud repellado con una pared vertical de aproximadamente 0.5 m de alto (directamente encima de la orilla de la parte superior del talud) y los otros dos muros verticales de mampostería (ambos sin repello, y estando el primero separado de la pared vertical del talud por un pasillo de 1m de ancho); el talud correspondería a la fase 5 y los muros verticales a la fase 3. Además de ello, la estructura contaba con un cuerpo adosado (tanto en el primer como en el segundo cuerpo) que tendría 6 etapas (denominadas de A a F, pertenecientes a las etapas 4 o 5) en su lado oeste con una escalinata con alfardas y descansos. Sin embargo, en la reconstrucción con cemento hecha por Boggs se agregaron hipotéticamente cornisas a los cuerpos, dados a la escalinata, se consideró a las piedras salientes de los muros como parte del relleno de la pared, y se puso muros de contención, tierra fértil y grama en la cima (cubriendo los escombros del último cuerpo). En el 2004 se derrumbó el sector sur de dicha reconstrucción, lo que permitió investigar los detalles arquitectónicos de la edificación; dicha investigación estuvo liderada por los arqueólogos Shinja Kato y Fabricio Valdivieso.
Las investigaciones llevadas a cabo entre los años 2004 y 2006 descubrieron: los cimientos de un templo, en la cima de la estructura; los restos de un canal de desagüe, en la fachada sur del segundo cuerpo (perteneciente al agrandamiento B de la fase 3); tres etapas previas de la escalinata, hechas de mampostería con piedras salientes, donde la primera (la más antigua y que no tiene descansos) dataría de la fase 3c y las otras dos de las fases 4 o 5; varios artefactos arqueológicos (principalmente cerámica), incluyendo artefactos modernos, algunos de los cuales serían objetos caídos a los visitantes del sitio y otros de la época del conflicto armado de los años 1980s (cuando hubo una pequeña estación militar en la cima de esta estructura, y una antena en la B1-1). Además, se encontraron dos entierros, ambos en mal estado de conservación y con varios materiales arqueológicos (tiestos de cerámica, principalmente plomizos tohil; y objetos liticos, de barro y de jade); el entierro 1 se ubicó al sur de la escalinata, a 0.2 m debajo del cuerpo adosado F del primer cuerpo (de la etapa 5) y pertenecería a un joven; mientras que el entierro 2 fue encontrado 1.6 m debajo del entierro 1 (donde estaba el sector sur de los cuerpos adosados C a E, de la fase 4 o 5), que pertenecería probablemente a un niño, y que estaba junto a una concentración de ceniza y carbón, que según el radiocarbono dataría de un punto entre el 770 al 1000 d. C.
Luego del derrumbe del 2004 y las posteriores investigaciones se dejó como testigo arquitectónico de la reconstrucción con cemento la esquina noroeste y la mitad norte la escalinata, mientras que al resto de la estructura se la deconstruyó para que pudieran verse los rasgos prehispánicos. En el lado sur, que es donde ocurrió el derrumbe (y que también tenía un gran hoyo de saqueo, anterior a las investigaciones de Boggs, en la cima cerca de la esquina surponiente), la fase 4 es la más reciente que se observa, pudiéndose ver en el primer cuerpo (de la reconstrucción con cemento), en ciertas partes del segundo, y en los cuerpos adosados de la escalinata en la esquina suroeste; mientras que la fase 3 es la que se encuentra mayoritariamente en el segundo cuerpo y en partes del tercero; la fase 2 se observa en parte del segundo y en el tercer cuerpo; y una sección de la fase 1 se observa en una parte del segundo cuerpo. En el lado norte se observan las fases 3, 4 y 5; la fase 5 se aprecia en el primer y segundo cuerpo (en este último caso, principalmente cerca de la zona de la esquina norponiente); cerca del y en el segundo cuerpo también se observa parte de la fase 4; y en el tercer cuerpo se aprecia la fase 3, que es la que se extiende en la cima (donde está el templo). Finalmente, en el lado este se observan las fases 5 (en el primer y segundo cuerpo) y la fase 3 (en el tercer cuerpo); y de la fase 4 se mira únicamente una sección, en el tercer cuerpo, en el agrandamiento del pasillo que comunica el segundo y tercer cuerpo de la fase 3. Los restos de los escombros, de lo que sería el cuarto cuerpo de la fase 3, se observan en los lados oeste, norte y este; siendo en este último donde más se percibe, estando incluso encima de parte del extremo este del templo.

#### Terraza básica
La terraza básica o basal, sobre la que se encuentra la B1-2, tiene dos pequeñas escalinatas con alfardas hacia el oeste, una frente a la B1-2, y la otra al norte de la anterior. Para su construcción, como se dijo anteriormente, se enterró 1.6 metros de la estructura B1-1, pero sin impedir el acceso a dicha edificación, ya que la B1-2 fue construida a un costado de la B1-1 y únicamente taparía la mayor parte de la mitad sur de la escalinata final de la gran plataforma (que no estaba cubierta por esta terraza).
La escalinata de la B1-1 sería cubierta paulatinamente, primero se enteraría los escalones más bajos y se haría un piso entre los escalones 3 y 4, sobre el cual se colocaría carbón (posiblemente por algún acto ritual al momento de su clausura), y luego se construiría otro piso encima del anterior; posteriormente, el resto de la escalinata sería quemada y encima de ello se construría un piso sobre el cual se encontraron piedras (con lajas ubicadas horizontalmente arriba y entre esas piedras) que corresponderían a pisos degradados, posiblemente al de la fase 5 o de estructuras posteriores a la utilización de las estructuras principales.
Según las excavaciones de Boggs, al norte de la B1-2, dicha terraza está hecha de bloques o ladrillos de adobe cubiertos por un repello extremadamente fino (con una textura casi suave y de una tonalidad casi blanca); sin embargo, en una trinchera excavada al sur de la B1-2 (durante las investigaciones y restauraciones de dicha estructura entre 2004 y 2006), se encontraría lo que podría ser el núcleo de esa terraza constituido por piedras grandes (semejantes a los del núcleo de la estructura); por lo que hay posibilidad que hubiese un cambio constructivo entre los dos lados o una diferencia en el período constructivo (siendo la de adobe la más antigua, al ser el mismo material utilizado en la gran plataforma de la B1-1).
A los lados de la B1-2 se encontraron 5 pisos que estarían relacionados con las distintas fases constructivas y que presentan diferentes modalidades. El piso 1 es de tierra apisonada y tanto este como el segundo (que es de una mezcla color café y que está encima de un empedrado) corresponden a la primera fase; mientras que el piso 3 es de lajas y corresponde a la fase 2; y los pisos 4 y 5 son similares al piso 2 y pertenecerían a las fases 3 y 4. Por otro lado, un poco al norte y al sur de los límites de la estructura se encontraron unos rasgos hechos de agrupación de piedras y lajas, que podría tratarse de pisos degradados o estructuras posteriores al uso de las edificaciones principales; en una de ellas (ubicada al sur de la B1-2) Boggs hallaría un hueco cuadrado que contenía una vasija rota.

#### Templo

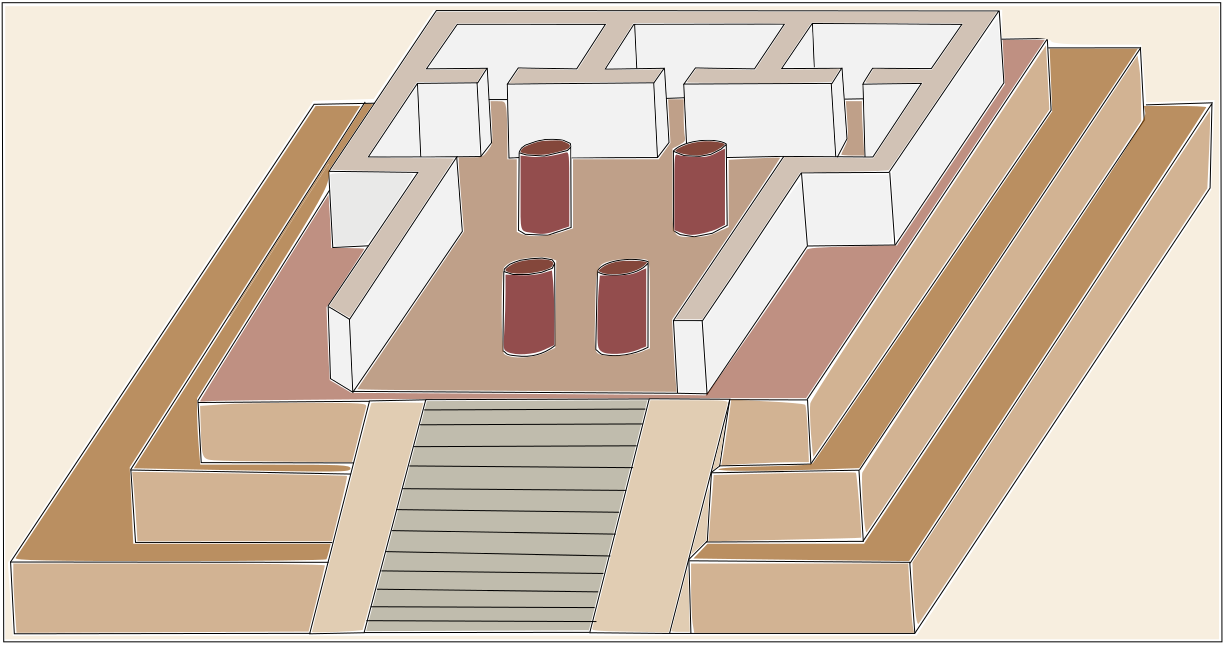
Estructura B1-2 mostrando el interior del templo de la fase 3B

El templo, ubicado en la cima de la edificación, fue encontrado bajo los escombros del último cuerpo de la estructura (del cual aún puede verse ciertas secciones que cubren parte de los cimientos del templo) y correspondería al agrandamiento B de la fase 3. Tiene una planta con forma de T; cuyas paredes tienen un grosor de 65 cm, y están hechas de piedras del tamaño de un puño. Cuenta con 3 recámaras o habitaciones al fondo y, al frente de ellas, un corredor central (a manera de antesala) con huellas o bases de 4 columnas circulares que pudieron haber sostenido un techo plano.
Las 3 recámaras o habitaciones, están ubicados una al lado de la otra, en línea horizontal; con sus accesos (y también el del propio templo) orientados hacia la fachada y escalinata, midiendo el de la recámara norte 1.14 m, el de la recámara central 1.30 m, y el de la recámara sur 0.90m.
Las bases de las 4 columnas miden unos 85 cm de diámetro y tienen una profundidad de 30 cm, conteniendo en su interior una fuerte concentración de piedras. Estas bases están dispuestas formando un trapecio isósceles; con 2 de ellas en frente de las recámaras (a 2.30 m en línea recta) con una separación entre sí de 3.85m, y dos delante de esas (a una distancia de 3.65 m en línea diagonal) que estarían más cercanas entre sí y en lo que sería la entrada del templo.
El piso en el interior del templo se encuentra encima de un empedrado, y su estado de conservación va de regular a pésimo. En él se encontraron dos pequeñas perforaciones que no cumplen con ninguna función arquitectónica y que fueron denominados rasgos: el rasgo 1, ubicado a 2.50 m del acceso del templo, y en cuyo interior se encontró una piedra distinta al piso, y el rasgo 2 ubicado a 1.20 m de las habitaciones; se desconocen las funciones que tuvieron, pero se considera que podrían haber servido como sitio de descanso de artefactos rituales. Por otro lado, el piso al exterior del templo estaba elaborado de piedras de regular tamaño y lajas, sin ningún tipo de mortero o mezclas.

#### Fases de construcción
Primeramente, y como se mencionó, se construyó la terraza básica y sobre ella las seis fases o etapas de esta edificación. De la primera de ellas se conocen pocos datos; se sabe que contaría con unos tres cuerpos de muros verticales de mampostería con piedras salientes, mediría unos 16 x 15.6 m de planta y 4.7 m de altura, y sus pisos (tanto en la cima como en la base) serían de tierra apisonada.
La estructura de la fase 2 consistiría en un basamento de tres cuerpos con muros de mampostería con piedras salientes, que mediría en su base unos 19.5 x 20 m. Presentaba pisos con mezclas compactas de color café claro, hechas de fraguado de piedras, que estaban colocadas sobre un empedrado (este piso también se presentaría en las siguientes fases); también, en algunos casos, tenía pisos con lajas sobre la mezcla antes mencionada, y lajas en los bordes de los pasillos (las dos cosas también se presentaría en la fase 3). Tendría dos subfases llamadas 2A y 2B: en la subfase 2A se construiría la edificación y se utilizaría el mismo piso superior de la fase 1; mientras que en la 2B se haría un agrandamiento vertical en el tercer cuerpo, que sería elevado unos 60 cm (teniendo en la cima un piso de barro), llegando a medir la edificación 5.3 m de altura.
La fase 3 comprendería un basamento de 4 cuerpos, que al igual que los anteriores tendría muros de mampostería con piedras salientes, que mediría en su base 21 x 20.3 m, y que tendría tres subfases llamadas 3A, 3B y 3C. En la subfase 3A se construiría los 2 cuerpos del inferior de la estructura y se usaría el tercero de la segunda fase. En la subfase 3B se agrandaría el segundo cuerpo y se construiría el tercero (con lo que la edificación tendría una altura de 5.6 m), este último estaba coronado por el templo visible en la superficie de la estructura en la actualidad; y también se haría el canal de desagüe encontrado en el lado sur del segundo cuerpo. Finalmente, en la subfase 3C se cubrió el templo antedicho con un agrandamiento vertical, que sería el cuarto cuerpo que se encontraría reducido en escombros (con el que se alcanzaría los 6.5 m de altura), y que podría haber contenido un templo, quizás similar al de la 3B.
La fase 4 es un basamento de 5 cuerpos, que mediría en altura 5.7 metros y en su base 21.7 x 22.7 m, y que mantiene la tradicional mampostería con piedras espigadas en la decoración. Esta etapa contaría con dos subfases 4A y 4B: en la subfase 4A se edificaría esa estructura; mientras que en la subfase 4B, se haría un agrandamiento del primer cuerpo (construido con piedras relativamente pequeñas), y que presentaba un muro inclinado o talud (siendo el primero con un muro así en la estructura) que tenía la misma inclinación de los de la siguiente fase. A esta fase, y a la siguiente, les correspondería las etapas de la escalinata y los cuerpos adosados encontrados en las investigaciones de Kato y Valdivieso (entre el 2004 y 2007).
La fase 5 está conformada por muros inclinados o taludes de mampostería, que se van ensamblando sucesivamente y acoplandose a la arquitectura de la fase anterior, que carecen por completo de piedras salientes, y que cuentan un repello de piedras pómez rojas pequeñas con una ligera capa de estuco blanco. Cuenta con dos subfases: la subfase 5A es un talud en el primer cuerpo (de la fase anterior) que se adhiere al talud de la fase 4B; en la subfase 5B es un talud que se adhiere a la mampostería del segundo cuerpo de la fase 4A; y la subfase 5C es un talud degradado adherido al tercer cuerpo de la 4A, que se percibe en la actualidad únicamente en el lado este; la construcción de más taludes se desconocen debido a la degradación de la estructura.

### Juego de pelota, estructuras 3 y 4 (B1-3 y B1-4)
El juego de pelota, como se mencionó en un principio, se ubica al noroeste de la B1-1 y se encuentra delimitado al sur por la estructura 3 o B1-3 y al norte por la estructura 4 o B1-4, con las que dicho campo tendría forma de letra I de molde mayúscula.
Estas estructuras datarían del período posclásico temprano, con alguna etapa previa en el clásico tardío; y serían construidas con piedras volcánicas y tierra, y sus muros y pasillos serían recubiertos con un repello hecho de cascajo rojo.
Para la década de 1940s, se encontraban en el cementerio general de Chalchuapa, y a su alrededor se ubicarían varias tumbas que dañaron severamente la estructura 3 o B1-3 (que mediría unos 2 metros de altura). No hubo investigaciones en ellas hasta que, en la década de los 2000s, se las trasladaría al parque arqueológico, en ese momento (entre los años 2005 y 2007) el equipo de la Universidad de Nagoya las excavaría e investigaría.
Al norte del juego de pelota, en 1969, se encontró una cabeza de jaguar estilizado (nombrado por Robert Sharer como monumento 22) que pertenecería al período preclásico tardío, y que cuenta únicamente con la mitad derecha de la cabeza. Por otro lado, a unos 10 metros al este, el equipo de la Universidad de Nagoya encontró (por el 2006) un entierro con ofrenda que dataría del preclásico tardío (650 a. C. - 300 d. C.).

#### Estructura 4 (B1-4)
La estructura 4 o B1-4, que es la mejor conservada de las dos, era un basamento de dos cuerpos que medía 9 metros de norte a sur y unos 3 metros de altura. En el muro este, a una distancia de 7,5 m al norte de la esquina sureste, el muro viraba hacia el este para formar unos de los laterales de la parte inferior de la I; y en este muro y en el del sur había una banqueta con un ancho de 1.50 m.
Debajo de la estructura final, en el lado este, el equipo de la Universidad de Nagoya, encontró un talud amarillo; y en el lado oeste, un piso y un arranque de muro con repello de barro de color amarillo con un eje constructivo distinto; también se encontrarían pisos de argamasa en varios pozos y un muro de argamasa encontrado al norte de esta estructura (sobre la séptima calle oriente de Chalchuapa) que pertenecería al clásico tardío según análisis de carbono 14; todo ello, probablemente correspondería una etapa previa del juego de pelota, quizás del clásico tardío.

### Estructuras fuera del parque arqueológico
Como se mencionó anteriormente, afuera del área del parque se encontraban las estructuras B1-5 y B1-6 (ambas del posclásico temprano, y que actualmente ya no existen); la primera de ellas estaba en la zona del cementerio, al poniente de las estructuras B1-1 y B1-2, y estaba sumamente destruida cuando iniciaron las investigaciones, por lo que no hay muchos datos de ella. Por otro lado, Sharer menciona otra estructura junto a la B1-6 que denominaría B1-8, que confundiría a menudo con la B1-6 por lo que probablemente fuese la misma estructura.
Además de las estructuras antedichas, en un principio se incluían también las estructuras que estaban ubicadas en la hacienda El Cuje y que Sharer denominaría como B1-7, B3-1, B3-2, B3-3, B3-4, B3-5, B3-6, y B3-7; que más adelante, junto con otras descubiertas posteriormente, serían incluidas en el sitio arqueológico de Nuevo Tazumal.

#### Estructura B1-6
La estructura B1-6, se encontraba en la finca El Socorro, al norte de las demás estructuras y frente a la entrada al parque. Era una estructura con forma redondeada que medía alrededor de 15 metros de diámetro y 4 metros de altura; estaba compuesta de dos cuerpos o terrazas (de estilo talud-tablero tardío) que tenían escalinatas con balaustradas en los lados oeste y este; y en su cima tenía restos de una superestructura circular, que muy probablemente sería un templo.
Esta estructura tenía una arquitectura semejante a la de la estructura B1-2. Estaba hecha de piedra y rocas colocadas sobre tierra para 
sujetarlas; y los muros de los cuerpos estaban formados por piedras talladas toscamente y cubiertas por piedras salientes (rocas pequeñas o fragmentos de lava crudamente acabados colocadas como mortero). Por su forma, se considera que estaba dedicado a la adoración de Quetzalcóatl en su forma de Ehécatl.
De aquí provendrían tres esculturas que fueron trasladadas al Museo Nacional en San Salvador en el año de 1910, y que eran 2 chac mool y una escultura de un jaguar agachado que fueron designados como monumentos 23, 24 y 25 respectivamente. Boggs averiguaría que los dos chac mool se encontraban al parecer en la cima de la estructura, estando uno en el lado oeste y el otro en el lado este (en la base de las escalinatas), y que quizás la escultura de jaguar agachado también se encontraba en la cima. Estas esculturas muestran los vínculos e influencias que tenía Chalchuapa, en el posclásico temprano, con la cultura Tolteca, ya que dichas esculturas son muy comunes en su capital (Tula) y otros sitios influenciados por estos (como Chichen Itza).
Stanley Boggs encontraría tres entierros en calidad de ofrenda en la estructura. Adicionalmente a lo cual, Sharer mencionaría que, en la zona de esta estructura, se encontraron dos enterramientos (entierros 14 y 15 de Chalchuapa) pertenecientes al período clásico temprano; aunque, según Boggs dichos enterramientos no estaban precisamente en el área donde se encontraba esta estructura.

## Temporalidad e historia
Si bien en el sitio se han encontrado algunas evidencias de ocupación del período preclásico tardío, (correspondientes a la fase cerámica Caynac, 200 a. C. - 200 d. C), como la escultura de cabeza de jaguar y el entierro con ofrendas de ese período (encontrados respectivamente al norte y al este del juego de pelota, estructuras B1-3 y B1-4); la construcción monumental empezaría hasta el comienzo del período clásico (200 a 900 d. C).

### Período clásico
Durante todo este período, en Chalchuapa, la arquitectura, cerámica, figurillas, y monumentos continuaría siendo de la cultura maya, hablantes probablemente de algún lengua mayense del grupo cholano (al que pertenece el chortí). Tal y como lo era en el preclásico tardío, en sitios como El Trapiche y Casa Blanca; no habiendo un cambio poblacional significativo, sino solamente de carácter ideológico. Por ende, las distintas etapas de la B1-1 estarían dedicadas a la adoración de las deidades mayas como Itzamnaaj, Kinich Ahau, Chaac, Jun Ixiim (el dios maya del maíz), entre otros.

#### Clásico temprano

##### Fase Vec
A comienzos del clásico temprano, en la fase vec (200 d. C. - 400 d. C.), serían abandonadas las estructuras de El Trapiche y Casa Blanca, debido probablemente a la decadencia y colapso de los demás sitios principales del preclásico (como Kaminaljuyú) y al cambio en el vínculo político y económico de la esfera cultural Providencia-Miraflores a Copán, así como a la influencia directa o indirecta de Teotihuacán.
A raíz de lo anterior, el centro político y económico de la población se trasladaría al Tazumal. Donde se construirían plataformas o basamentos separados en la zona de la estructura B1-1 (en las etapas I y II de la estructura B1-1d o edificio de columnas) que estarían alineadas de oeste a este, a diferencia de las del período anterior que lo estaban de norte sur; y que mantendrían el uso de barro como principal material constructivo, tal y como se hacía en el preclásico tardío.
En cerámica esta fase, si bien muestra una continuidad general de las tradiciones cerámicas de la anterior fase Caynac del preclásico tardío, se caracteriza por una drástica reducción de contenido, teniendo; teniendo los recuentos de tiestos de unidades tipo más bajo que cualquiera de las otras fases de la localidad, lo que contrasta significativamente con la fase anterior que es todo lo contrario. Asimismo, el inventario cerámico se parece a la de Copán pero aún hay semejanzas con la de Kaminaljuyú.
En total, desaparecen cinco grupos cerámicos de la fase anterior (Santa Tecla, Olocuitla, Pinos, Izalco y Tepecoyo), continuando cuatro grupos (Aguacate, Pajonal, Finquita y posiblemente Topozoco). La cerámica Usulután llega a su final en la localidad con el grupo Chilanga, y con ella y el grupo Huiscoyol inicia una nueva tradición engobe crema; también continúa la tradición negro-marrón con el grupo Chiquihuat, la tradición de engobe naranja con el grupo Tapalhuaca, y la tradición naranja pesada con el grupo Guazapa. Asimismo, las vasijas de esta fase muestran un desarrollo continuo de los soportes tetrapodos mamiformes, y también aparece por primera vez la base anular.
De los grupos cerámicos antes dichos, es de mencionar que el grupo cerámico Guazapa, que se caracteriza por sus adornos de engobe raspado (que podría descender de la decoración en negativo de laa cerámicas Usulután) y que se ha encontrado en Tazumal generalmente en contextos funerarios y se mantiene en todo el período clásico, es comúnmente hallado en la zona central salvadoreña, tanto en contexto doméstico (para uso en las casas) como en los rellenos de las estructuras. Por lo que se considera que procede de dicha zona, encontrándose sobre todo en el valle de Zapotitán, en sitios como San Andrés (que dominaría dicho valle para el clásico tardío) y en Joya de Cerén. Lo que muestra que había vínculos comerciales entre Chalchuapa y la zona central para este período, a la vez que ambas áreas se veían influenciadas por Copán.

##### Fase Xocco
La fase Xocco (400 d C. - 600 d. C.), a finales del clásico temprano, muestra continuidad y desarrollo de la anterior fase Vec, a la par que se renueva la tendencia a aumentar el número de componentes cerámicos. Sin embargo, dicho desarrollo es leve a comparación de las fases del preclásico tardío de Chalchuapa; y la cerámica refleja de forma bastante débil los atributos comunes del clásico temprano o medio del área maya, estando escasamente representados los trípodes cilíndricos, rebordes basales pronunciados, cerámica anaranjada delgada y los incensarios de estilo teotihuacano de la época. Teniendo esta fase un inventario cerámico que parece ser un reflejo parcial local del patrón general y, que al igual que la anterior fase Vec, todavía es reducida en contenido. Lo que podría interpretarse como una población en recuperación, caracterizada por un rezago cultural o la falta de participación plena en muchas de las tradiciones cerámicas diagnósticas del período, pero mostrando más vínculos externos que en la fase anterior, especialmente hacia Copán y quizás hasta el valle del Motagua, y con poca o ninguna conexión con Kaminaljuyú.
En esta fase desaparecen los grupos cerámicos Pajonal, Finquita, Huiscoyol y Chilanga, continuando los grupos Chiquihuat, Guazapa y Tapalhuaca. Se mantienen las tradiciones de engobe naranja (con el grupo Tapalhuaca que amplía su repertorio de tipos) y café sin engobe (los grupos Chapia y Ayutux); a la vez que se desarrolla la tradición crema polícroma con el grupo Gualpopa, que se habría desarrollado a partir de los previos Chilanga y Huiscoyol, y que es la primera verdadera polícroma, y que entre sus adornos cuenta con motivos glíficos o pseudoglifos, de la localidad. Asimismo, las vasijas con soportes tetrapodos mamiformes parecen alcanzar su clímax con soportes más grandes, para luego desaparecer en esta misma fase.
Entre los siglos V o VI ocurriría la erupción Tierra Blanca Joven (TBJ) de la caldera del lago de Ilopango; recuperándose la población poco tiempo después de ello. Luego de la cual, los basamentos del sitio serían unidos formando la gran plataforma que, junto a sus estructuras superpuestas (edificio de columnas, templo principal, y edificaciones anexas), serían ampliadas varias veces, en las etapas III a VII del edificio de columnas.

#### Clásico tardío

En verde se muestra el área donde se ha descubierto la cerámica Copador, lo cual a su vez muestra la extensión de la influencia de la ciudad maya de Copán en el período Clásico Tardío, en la que está incluida Chalchuapa.

En la fase Payu, que abarca todo el clásico tardío (600 d. C. - 900 d. C.), los contactos cerámicos externos se expanden, y la mayoría de los vínculos apuntan al sureste del área maya, especialmente hacia Copán, cuya hegemonía llega a su máximo para este momento, teniendo un mayor dominio o control sobre el occidente y centro salvadoreño.
A principios de este período, se ampliaría la gran plataforma y se construiría la pirámide (está última con lajas y con un eje distinto a las estructuras precedentes, quizás indicando un cambio de dirigentes), a la vez que también serían edificadas las plataformas del lado norte y demás áreas de la estructura B1-1.
Esta fase es la primera en la localidad, desde la fase Caynac, en tener las características de un complejo cerámico plenamente desarrollado, tanto en términos de diversidad, desarrollo y frecuencia. De la anterior fase Xocco, continúan los grupos Guazapa, Tapalhuaca, Gualpopa, Chiquihuat y Ayutux. Se mantienen las tradiciones crema polícroma (con el grupo Copador) y naranja pesada (grupo Jujutla), a la vez que surge la tradición naranja polícroma (el grupo Arambala, también conocido como falso Copador por su similitud) y resurge la tradición engobe rojo con el grupo Tepeto. También prosperan grupos comerciales como el grupo Campana (probablemente del centro de El Salvador), el grupo Machacal (probablemente también del centro de El Salvador y que también se encuentra en la fase Xocco), la cerámica Salua (procedente del valle de Ulua, Honduras) y grupos cerámicos mayas de las tierras bajas (como el grupo Surlo).
La cerámica Copador, es una de las características distintivas de esta fase y donde alcanza su climax la decoración en motivos glíficos o pseudoglifos, fue predominante tanto en el occidente y centro del actual El Salvador como en Copán, encontrándose en los rellenos y ofrendas de las estructuras de Tazumal. Esta cerámica y la Gualpopa (también hallado en Copán) indican que hubo una red bastante sofisticada que unificó ambas regiones para este período.
El vínculo e influencia de Copán se observa más evidentemente en Tazumal en el frasco encontrado en la tumba 20 (por la estructura B1-1e) que mencionaba al duodécimo gobernante de Copán K’ahk’ Uti’ Witz’ K’awiil (también conocido como Chan Imix Kʼawiil o Humo Jaguar) quien gobernó del 8 de febrero del 628 d. C. al 18 de junio del 695 d. C. Asimismo, de esta época sería también el monumento 21 o estela de Tazumal y el monumento 22.
A mediados de la fase Payu, alrededor del 750 d. C., ya en contextos clásicos terminales, sería cuando aparecerían los grupos cerámicos comerciales San Juan Plomizo (proveniente de la costa pacífica de Chiapas), Altar (de las tierras bajas mayas) y Nicoya (de la península de Nicoya, Costa Rica); lo que muestra la expansión de los contactos comerciales. También en ese momento es que aparecerían las vajillas con planorelieve, y el grupo local Cozatol perteneciente a la tradición engobe rojo.

### Período posclásico temprano

Pueblos indígenas que habitaban el territorio salvadoreño durante el protohistórico (antes de la conquista española): 1. Nahuas pipiles, 2. Potones o Lencas salvadoreñas, 3. Kakawiras o Cacaoperas, 4. Xincas, 5. Mayas Chortis, 6. Mayas Pokomames, 7. Chorotegas.

En el período posclásico temprano, que correspondería a las fases Matzin (900 d. C. - 1200 d. C.), los escalones inferiores de la escalinata principal de la B1-1 serían paulatinamente quemados y enterrados para construir la terraza básica sobre la que se construiría la estructura B1-2, que sería edificada a un costado de la otra estructura anterior para no impedir el acceso a la B1-1. Además de lo cual se edificarían el juego de pelota (estructuras B1-3 y B1-4) y las estructuras B1-5 y B1-6.
La construcción de las nuevas estructuras, sobre todo de la B1-2, simbolizaba la llegada de un grupo foráneo (probablemente nahuablantes provenientes del centro y occidente de México), que se impondría a las poblaciones autóctonas e introduciría sus deidades (Quetzalcoatl, Tlaloc, Xipe Totec, etc), pero que respetaría lo que había con anterioridad. Estos recién llegados convivirían en las zonas residenciales (como Nuevo Tazumal, Laguna Seca, Las Victorias, etc) con las poblaciones ya establecidas que mantendrían sus propias características culturales, como lo muestra la permanencia para este período del grupo cerámico Jujutla y quizás también de Cozatol (ambos fabricados originalmente en la fase Payu del clásico tardío).
A esta época pertenecerían los monumentos 23, 24 y 25, siendo los dos primeros un chacmool y el último una escultura de un jaguar agachado; que junto con el hallazgo de obsidiana verde, y la arquitectura (muros verticales de piedra sin repello, y con piedras salientes como adorno) de las estructuras B1-2 y B1-6, muestran que para esta época Chalchuapa se veía fuertemente influenciada por la cultura Tolteca, con capital en Tula.
La cerámica muestra que en la transición de la fase Payu a la fase Matzin hubo una inusual cominación de continuismo y cambios dramáticos. Muchas tradiciones desaparecen, como la tradición café-negro, así como todo el inventario de vajillas polícromas clásicas (Copador,  Gualpopa y Arambala) y quizas también el grupo Tepeto; solamento, como se mencionó, hay una aparente continuidad en la cerámica doméstica.
Continúan las tradiciones de engobe rojo (con el grupo Guajoyo) y café sin engobe (grupo Chuquezate, que contaba tanto con vajillas domésticas como ceremoniales, específicamente incensarios), a la vez que reaparece nuevamente en la localidad en una nueva versión la tradición rojo sobre bayo (los grupos Metayate y Nunuapa). La mayoría de los grupos y los estilos de las vajillas (tales como cuencos con soportes trípodes huecos, incensarios de cucharón, incensarios de efigie, etc) muestran similitudes con la cerámica de las tierras altas centrales guatemaltecas, mientras que en las cerámicas comerciales destaca la abundancia del grupo Tohil Plomizo (que al igual que el anterior San Juan Plomizo procede de Chiapas); lo que indica un retorno a las tierras altas mayas y a la costa pacífica como foco de contactos externos en este período.
En la última etapa de la B1-2 cambiaría el estilo de construcción; se utilizarían taludes repellados y se eliminarían las piedras salientes; siendo este un estilo local y único de la zona. Una explicación a ello podría ser que localidad cayese bajo la influencia del contemporáno sitio de Cihuatán, que habría constituido un señorío que se extendía por el centro y occidente salvadoreño, como lo muestra el descubrimiento de sitios con cerámica de la fase Guazapa o Cihuatan (que carece de elementos toltecas), propia de esa población, en lugares como Igualtepeque cerca del lago de Güija en Metapan; eso también explicaría porque el grupo cerámico Marihua (propio de esa fase antes mencionada) aparece en Chalchuapa pero tardíamente.
Al final del posclásico temprano, en el siglo XIII, colapsaría completamente la cultura Tolteca y Tazumal sería completamente abandonado, trasladándose el centro ceremonial de Chalchuapa hacia o cerca de la zona nuclear de la población actual (en la que se constituirían diferentes plazas rodeadas de estructuras cívicas y religiosas, y que pertenecerían a un respectivo calpulli, como las del sitio Peñate); mientras que otros sitios como Cihuatán serían destruidos y quemados en un posible conflicto armado. Al mismo tiempo o poco después, se daría la última migración de poblaciones nahuas y la migración de mayas hablantes de pokomam (que habitaban Chalchuapa a la llegada de los españoles); así como el comienzo de la formación del Señorío de Cuzcatlán que encontraron los españoles en el siglo XVI.

## Hallazgos y excavaciones
La noticia arqueológica más antigua de Tazumal proviene de 1892, cuando el historiador Santiago I. Barberena trasladó al Museo Nacional tres esculturas del sitio; siendo la más sobresaliente la Estela de Tazumal, (conocida erróneamente como la Virgen del Tazumal), que como se dijo anteriormente fue encontrada frente a la estructura B1-1. Actualmente estas esculturas se encuentran en exhibición en el Museo Nacional de Antropología Dr. David J. Guzmán.
El sitio fue documentado formalmente a inicios de la década de 1940s, por John Longyear, quien tuvo la oportunidad de identificar 13 estructuras (de estas estructuras 7 han sido incluidas en el sitio arqueológico ceremonial y residencial de Nuevo Tazumal). En esa época las estructuras 1 y 2 estaban dentro de la finca Tazumal (de ahí el nombre del sitio); las 3, 4, 5 se encontraban en el cementerio general de Chalchuapa; la estructura 6 en la Finca El Socorro; y el resto de estructuras (en el área denominada Nuevo Tazumal) en la finca El Cuje.
Las estructuras estaban tapadas con tierra, y las edificaciones principales formaban un montículo arbolado. Asimismo, el sitio experimentaba daños relacionados con su proximidad al centro urbano de Chalchuapa, ya que se extraía tierra de las estructuras para hacer ladrillos de adobe y se había construido un tanque de agua sobre el montículo principal.
En 1942, el arqueólogo Stanley Boggs iniciaría la primera de 12 temporadas de investigación; la mayor parte de ellas estarían centradas en la Estructura 1, tanto por ser la construcción mayor, como para rescatar la mayor información posible debido a los daños que estaba experimentando.
Boggs llevaría a cabo obras de conservación y reconstrucción en las estructuras 1 y 2, en las cuales utilizaría cemento. El área de mayor reconstrucción sería el área norte de la Estructura 1, que había sido seriamente dañada debido a la extracción de tierra. La magnitud de esta reconstrucción y la utilización de cemento han sido seriamente criticados, pero es evidente que la alternativa en aquel momento era de no permitir que Tazumal se siguiera destruyendo.
En el año 2004 parte de la restauración con cemento de la estructura 2 se derrumbó, por lo que se realizaron excavaciones y reparaciones en esa zona, lideradas por Fabricio Valdivieso, que revelaron las características arquitectónicas originales de la estructura; encontrándose muchas evidencias que muestran que durante el período posclásico temprano el sitio fue grandemente influenciado por la cultura Tolteca.
Durante una excavación de exploración a principios de diciembre de 2006 se encontrarían una serie de escalones, paralelos a la escalinata principal de la estructura 1 de Tazumal; estos escalones estaban debajo de la estructura 2, la cual (como se mencionó con anterioridad) fue construida encima sin impedir el acceso a la estructura 1.

## Galería

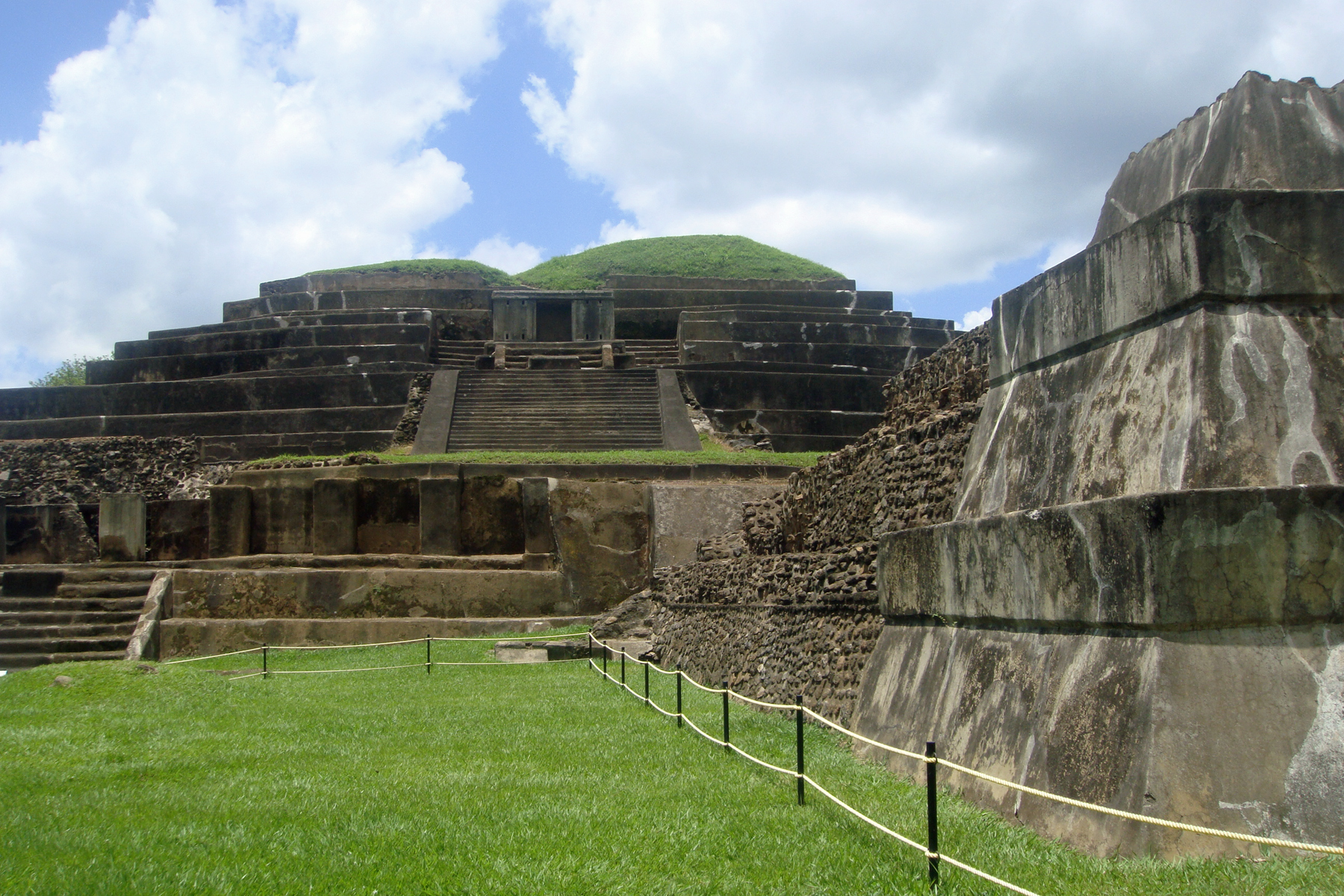
Lado oeste de la estructura B1-1 al fondo. Estructura B1-2 a la derecha.
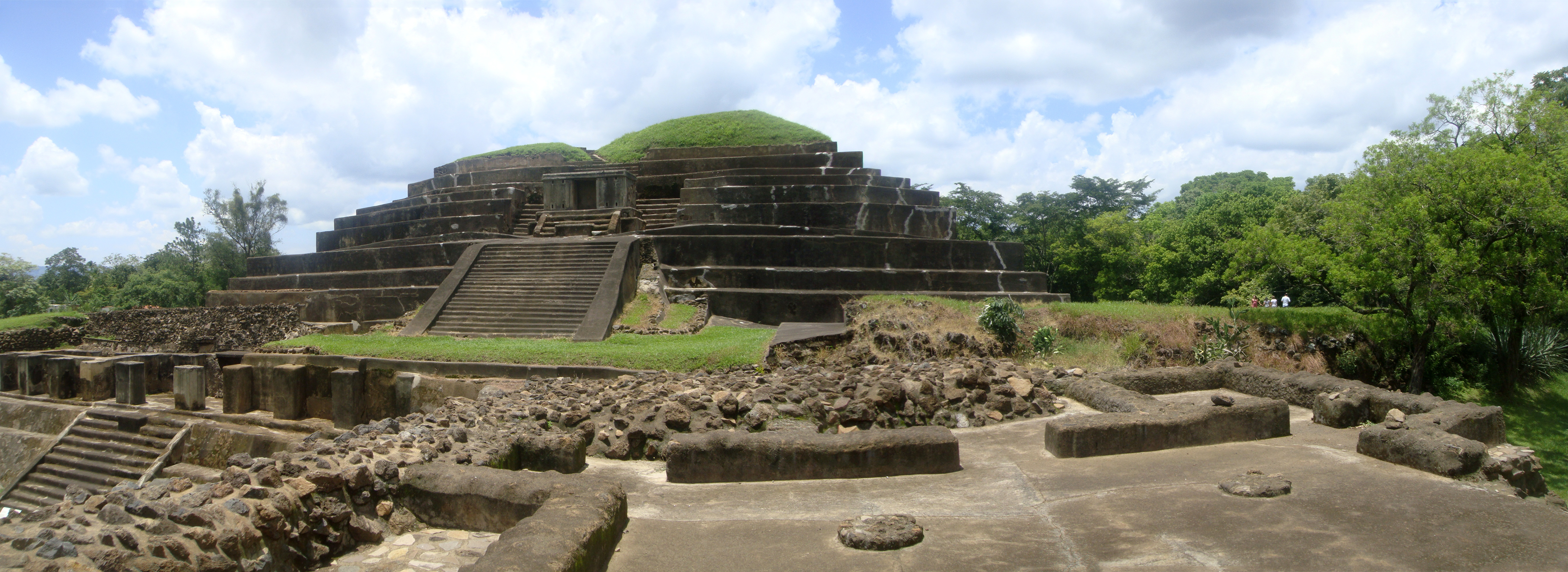
Lado oeste de la estructura B1-1 vista desde la parte superior de la estructura B1-2.
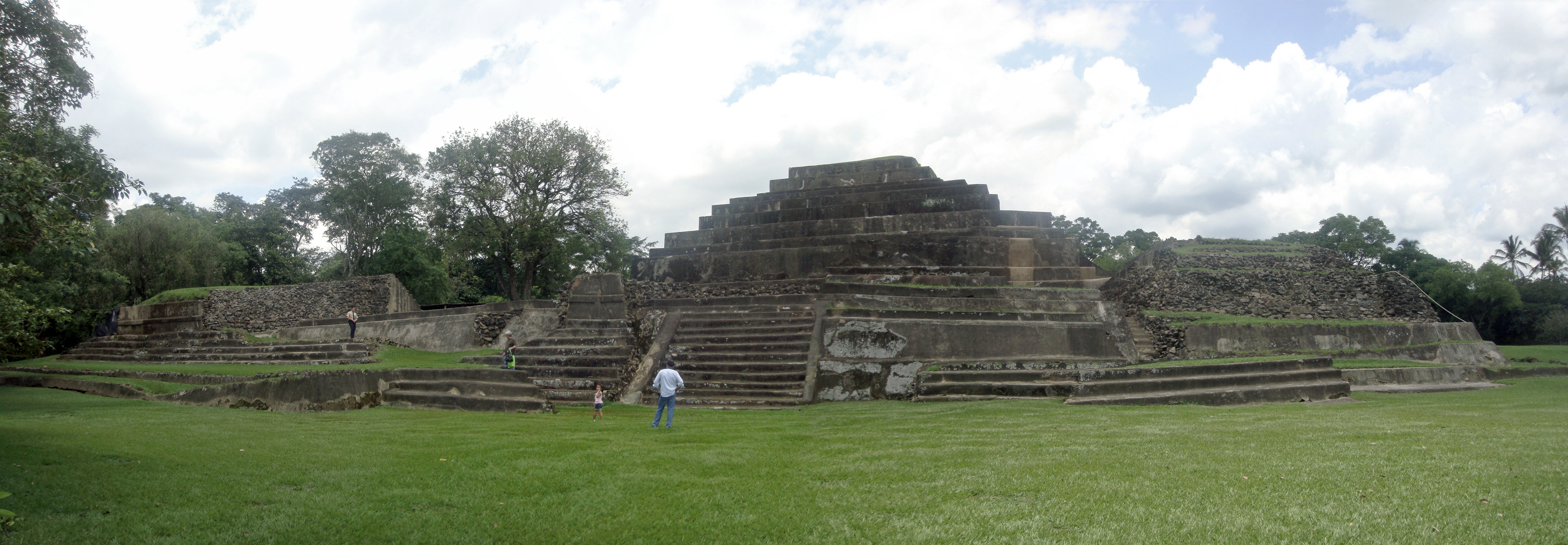
Vista panorámica del lado norte de la estructura B1-1.
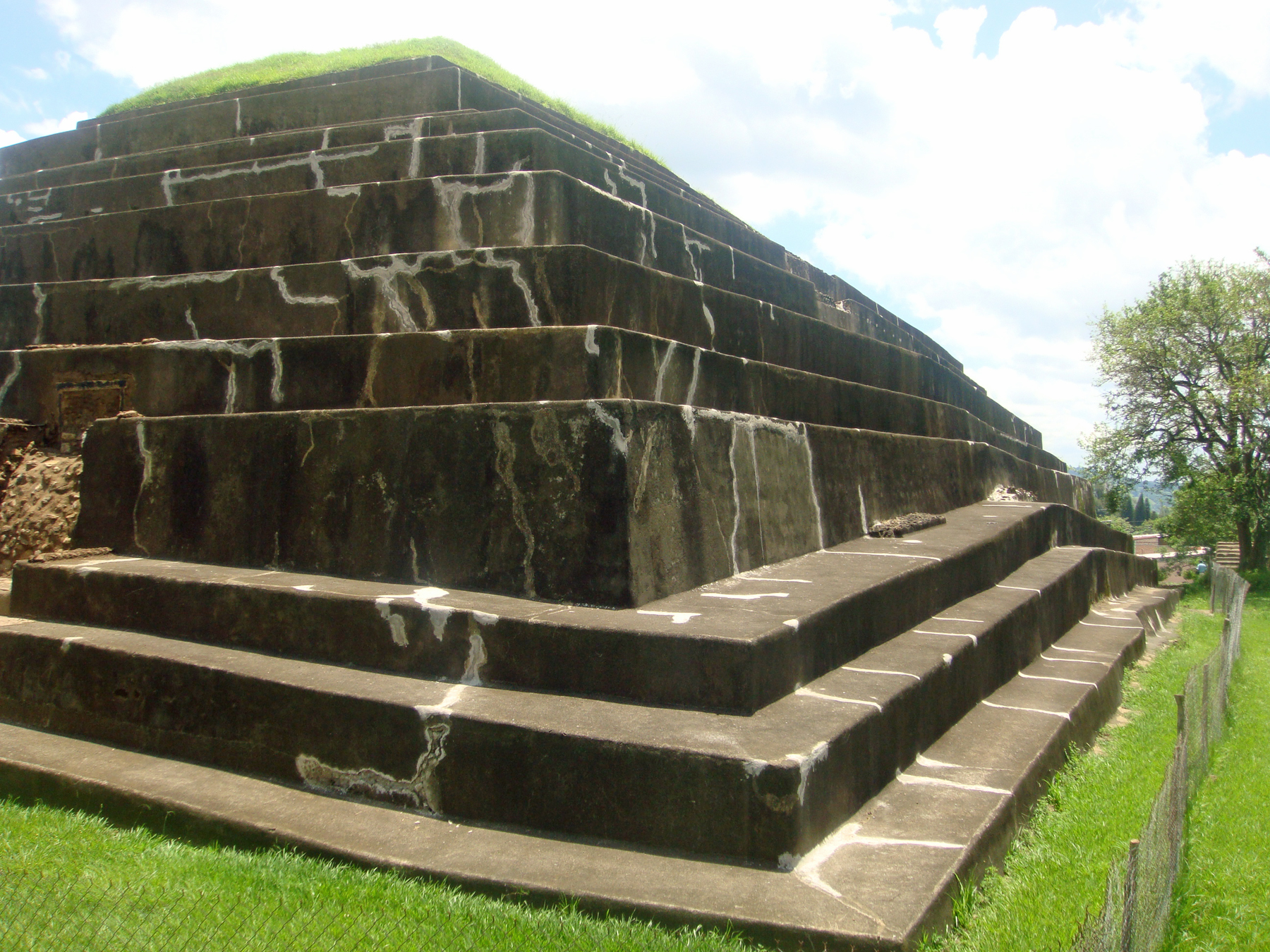
Lados sur y este de la parte superior de la pirámide, en la estructura B1-1.
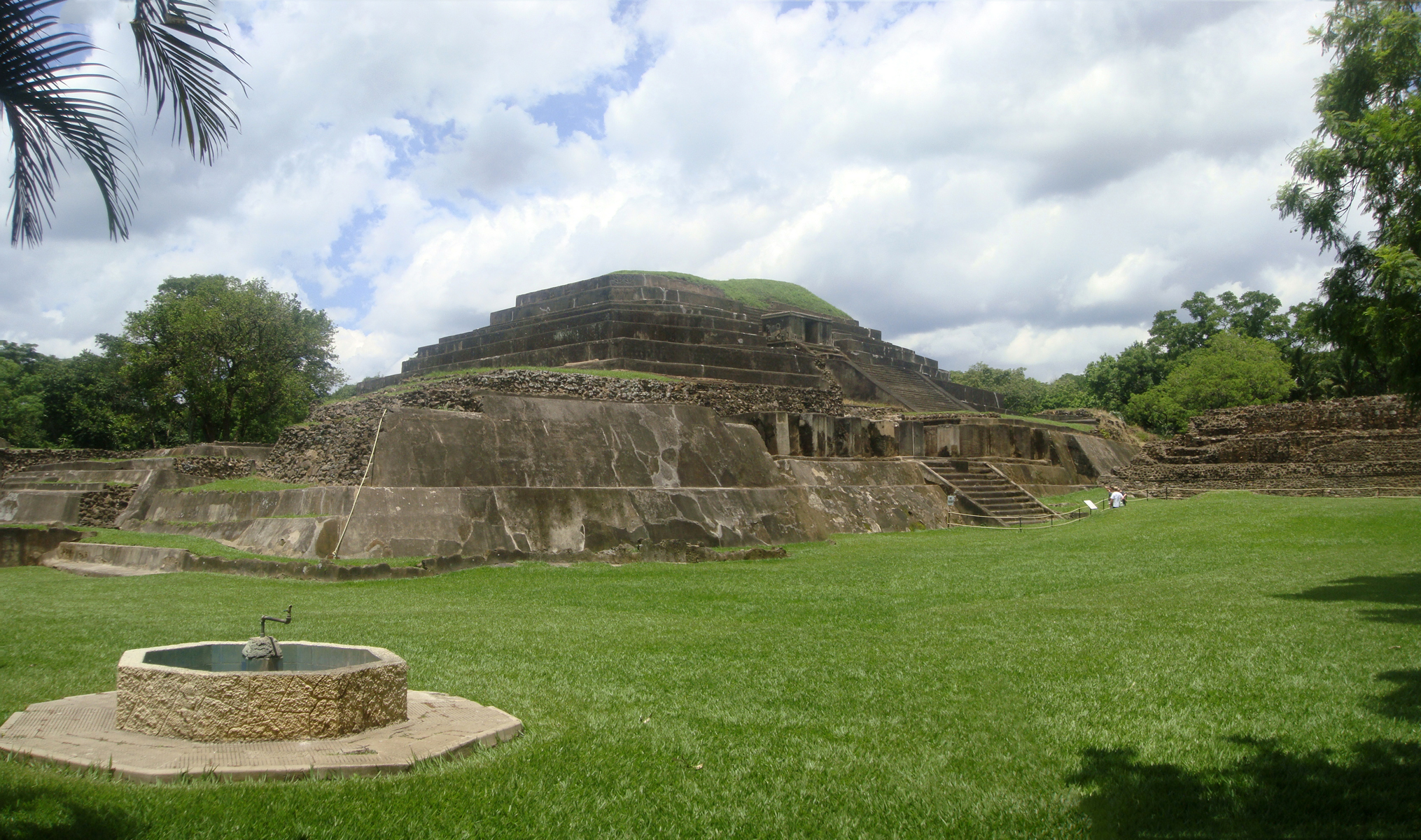
Vista panorámica de la estructura B1-1.
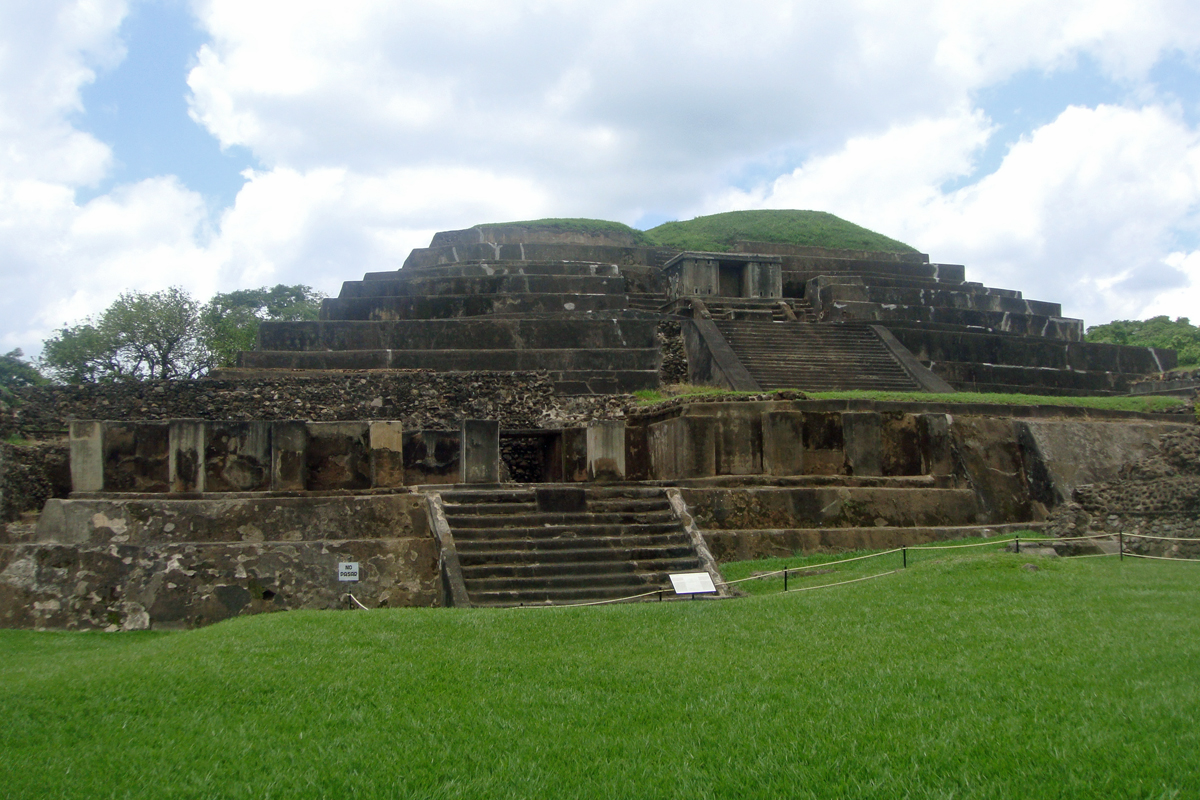
Lado oeste de la estructura B1-1, se observa en primer plano edificio de columnas (1d) y al fondo la pirámide.